# Первое сражение при Булл-Ран
Первое сражение при реке Булл-Ран (англ. First Battle of Bull Run), также Первое сражение при Манассасе — первое крупное сухопутное сражение Гражданской войны в США. Состоялось 21 июля 1861 года возле Манассаса (штат Виргиния). Федеральная армия под командованием генерала Ирвина Макдауэлла атаковала армию Конфедерации под командованием генералов Джонстона и Борегара, но была остановлена, а затем обращена в бегство. Федеральная армия ставила своей целью захват важного транспортного узла — Манассаса, а армия Борегара заняла оборону на рубеже небольшой реки Булл-Ран. Федеральный главнокомандующий Ирвин Макдауэлл потратил два дня на рекогносцировки, и за это время на помощь Борегару пришла армия Шенандоа под командованием Джонстона.
21 июля Макдауэлл отправил три дивизии в обход левого фланга противника; им удалось атаковать и отбросить несколько бригад конфедератов, после чего Макдауэлл приостановил наступление. Через несколько часов он отправил вперёд две артиллерийские батареи и несколько пехотных полков, но южане встретили их на холме Генри и отбили все атаки. Федеральная армия потеряла в этих боях 11 орудий, и, надеясь их отбить, командование посылало в бой полк за полком, пока не были израсходованы все резервы. Между тем на поле боя подошли свежие бригады армии Юга и заставили отступить последний резерв северян — бригаду Ховарда. Отступление Ховарда инициировало общий отход всей федеральной армии, который превратился в беспорядочное бегство. Южане смогли выделить для преследования всего несколько полков, поэтому им не удалось нанести противнику существенного урона.

## Подготовка
К началу лета 1861 года (первого года Гражданской войны) перед Конфедерацией стояла задача оборонять Северную Виргинию. Это подразумевало необходимость держать армию на направлении Вашингтон-Ричмонд и в долине Шенандоа. Армия Юга была слишком мала, чтобы удерживать оба эти фронта, поэтому много надежд возлагалось на Манассасскую железную дорогу, которая позволяла перебрасывать силы из долины Шенандоа на восток или в обратном направлении, смотря по ситуации. Слабым местом этой дороги была станция Манассас, которая находилась всего в 30 милях от Вашингтона. Было очевидно, что федеральная армия в первую очередь постарается захватить Манассас, «наиболее важный стратегический пункт в Виргинии», по словам одного рядового южнокаролинца. К началу июля 1861 года многие полагали, что первое и, вероятно, последнее сражение этой войны произойдёт под Манассасом. Ещё в мае генерал-майор Роберт Ли, главнокомандующий виргинскими вооружёнными силами, велел удерживать Манассас любой ценой. Он полагал, что стоит возвести укреплённую линию на рубеже реки Булл-Ран, и обещал прислать для этого инструменты.
Для обороны Манассаса Конфедерация задействовала свою самую крупную армию — Потомакскую. Сама станция была окружена земляными укреплениями. Река Булл-Ран, протекавшая в трёх милях от Манассаса, представляла собой естественное препятствие — она была неширока и глубиной не более метра, но её крутые берега были исключительно удобны для обороны. Южане укрепили все переправы через Булл-Ран на участке в 8 миль от Уоррентонской дороги до брода Юнион-Милл-Форд. На подступах к реке были расставлены многочисленные пикеты. Связь между пикетами и отдельными частями армии обеспечивалась флажковой сигнализацией, которой заведовал капитан Эдвард Александер.
Западнее, в долине Шенандоа, стояла небольшая армия Шенандоа, которой командовал Джозеф Джонстон. Он был старше Борегара по званию и являлся более опытным командиром, но уступал Борегару по популярности. Его задачей было сдерживать наступление федерального отряда под командованием Роберта Паттерсона, а в случае необходимости прийти на помощь армии Борегара.

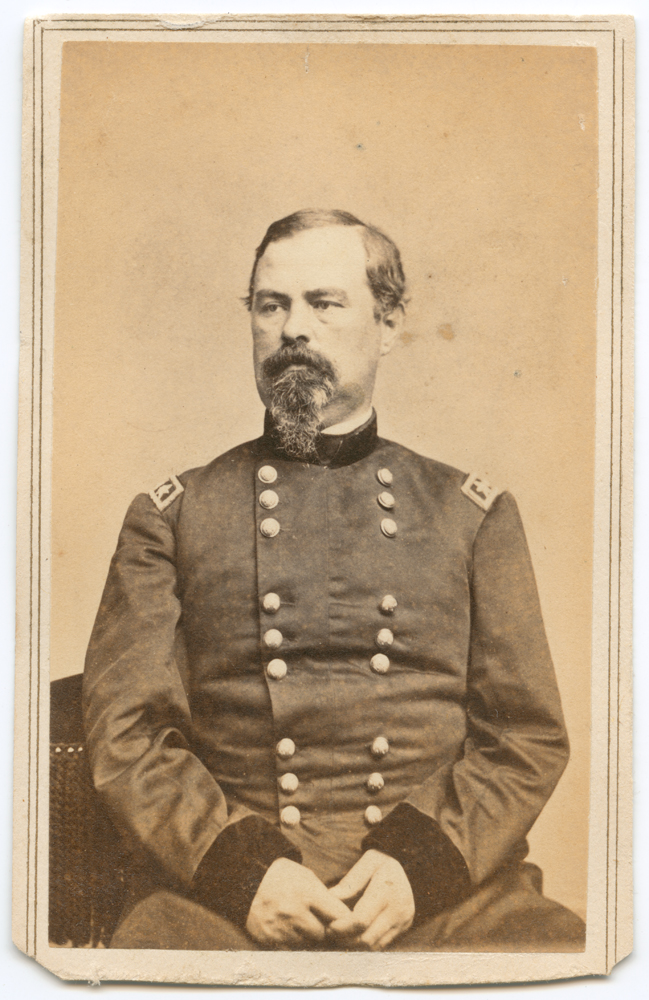
Генерал Ирвин Макдауэлл

Для наступления на Ричмонд федеральное командование собрало самую крупную армию в истории США, численностью 35 000 человек. Во главе этой армии был поставлен бригадный генерал Ирвин Макдауэл, произведённый в это звание напрямую из майоров. Он сразу оказался в сложном положении: общество и правительство требовали немедленного наступления на Ричмонд, но командующий понимал, что армия к этому не готова. Рядовые не прошли самой элементарной подготовки, и даже офицеры регулярной армии не имели опыта маневрирования бригадами и дивизиями. Вместе с тем многие полки были набраны на 90 дней службы, и сроки их службы истекали в конце июля и начале августа. Командование требовало начать наступление при любых обстоятельствах. «Вы зелены, это правда, — сказал Макдауэллу генерал Скотт, — но они зелены тоже».
29 июня 1861 года на заседании кабинета министров в Белом доме Макдауэлл изложил свой план действий. Он назвал главной целью своего наступления Манассас. По плану предполагалось наступать на Сентервилл, затем обойти позицию противника с востока и отрезать его от Ричмонда, чем вынудить отступать. Это был грамотный план, но Линкольн и Скотт отнеслись к нему без энтузиазма. Они полагали, что победа в крупном сражении поможет быстрее закончить войну.
Армия Макдауэлла выступила на Манассас вечером 16 июля, двигаясь тремя колоннами. На правом фланге дивизия Тайлера к вечеру вошла во Вьенну, в центре дивизии Хантера и Майлза дошли до Аннандейла, а на левом фланге дивизия Хейнцельмана достигла речки Похик-Крик. 17 июля наступление пошло медленнее; Макдауэлл ожидал встретить аванпосты противника у Фэрфакса и двигался осторожно, с частыми остановками. Примерно в полдень северяне вошли в Фэрфакс, но нашли там только брошенный лагерь противника. К концу дня дивизия Тайлера успела продвинуться за Фэрфакс только на 5 миль. 18 июля Макдауэлл задумывал начать свой обходной манёвр: дивизия Тайлера должна была отвлечь на себя внимание у Сентервилла, а дивизию Хейнцельмана предполагалось отправить за реку Ококун в обход правого фланга Борегара. Примерно в полдень 18 июля Макдауэлл прибыл на Сангстер-Стейшен для рекогносцировки и почти сразу понял, что подходящих дорог там нет и местность неудобна для наступления. Это заставило его полностью поменять планы и разрабатывать новый план наступления.
Борегар знал о наступлении северян с самого его начала благодаря своим шпионам. Он развернул армию на рубеже реки Булл-Ран, выдвинув бригаду Бонема к Сентервиллу, а бригаду Юэлла — к Сангстеру. При появлении противника обе бригады отступили к основной линии обороны, по пути разрушая мосты и заваливая дороги. Хеннесси писал, что у всех семи переправ между Сентервиллом и Манассасом Борегар велел возвести земляные укрепления, первые в истории той войны. Историк Эрл Гесс писал, что мощные булл-ранские укрепления с замаскированными батареями и заминированными мостами и дорогами — это не более чем слухи, которые ходили по федеральной армии. Борегар построил несколько укреплений около Фэирфакса, но не укреплял булл-ранский берег, потому что не собирался обороняться на этом рубеже.
Борегар полагал, что северяне будут наступать прямо по дороге Сентервилл — Манассас и выйдут к переправе Митчелл-Форд, где и начнут атаку. Поэтому на этом участке он поставил свой самый сильный отряд — южнокаролинскую бригаду Бонэма — и две батареи. Предполагалось, что Бонэм будет держать оборону, а в это время остальные бригады перейдут реку и атакуют северян с флангов. Осознавая, что его сил может быть недостаточно, Борегар 17 июля запросил подкреплений у президента Джефферсона. Последний приказал отправить к Манассасу 8-й Вирджинский полк из Лисберга, два полка Холмса из Фредериксберга, а также легион Хэмптона и 6-й Северокаролинский полк из Ричмонда. Кроме того, он написал генералу Джонстону, чтобы тот шёл на усиление Борегара, если сможет оторваться от Паттерсона (англ. if you can get away from Patterson).

### Силы сторон

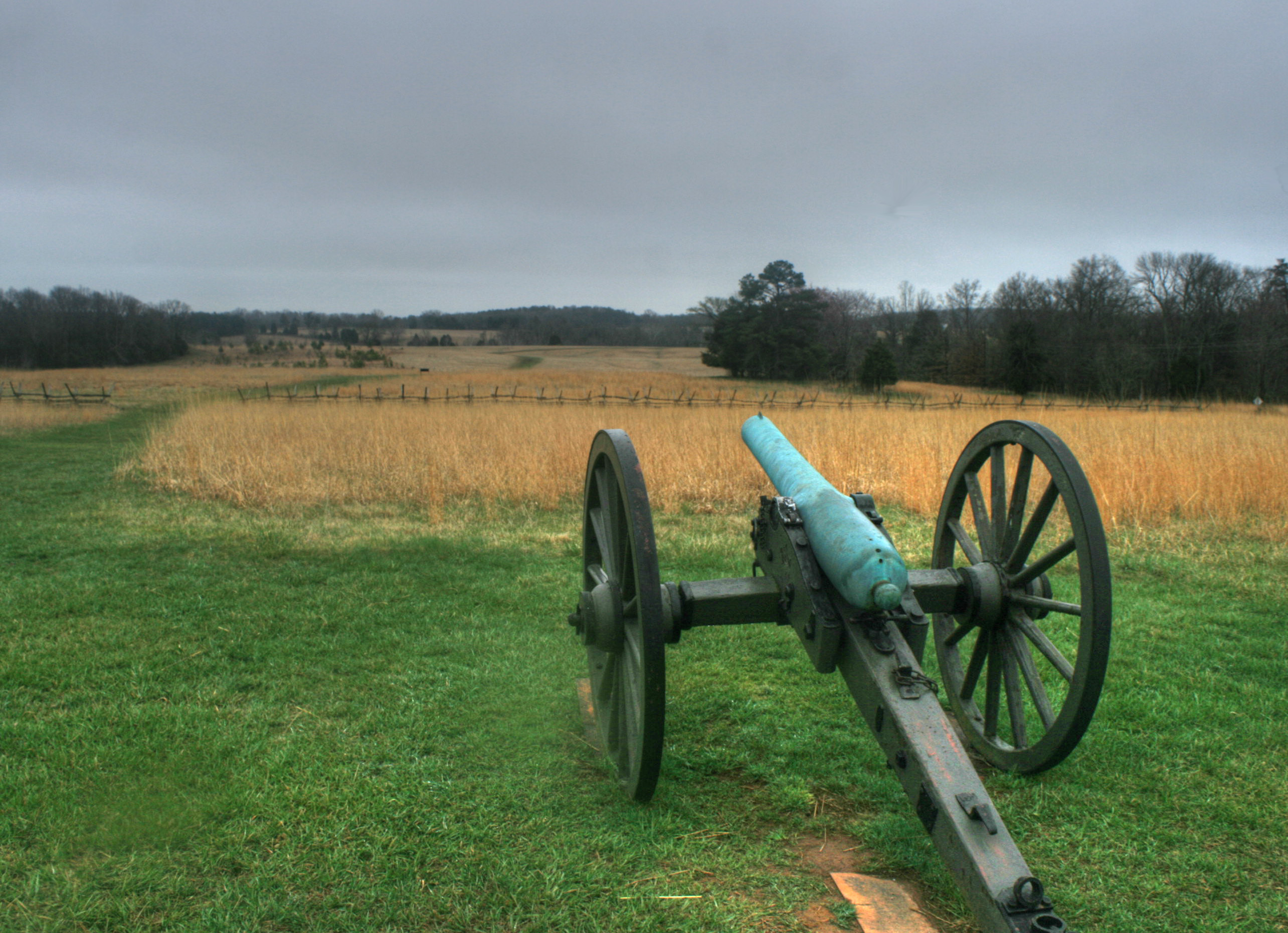
Федеральное 13-фунтовое нарезное орудие Джеймса на холме Мэтьюз

Силы Юга состояли из Потомакской армии Борегара, 21 883 человека (7 бригад), и армии Шенандоа, примерно 8884 человека (4 бригады). Федеральная армия Северо-восточной Виргинии насчитывала 30 594 человека и была сведена в пять дивизий.
В федеральной армии имелось 47 орудий различных типов и калибров. Они были сведены в 10 рот: девять рот регулярной артиллерии и одна рота род-айлендского ополчения. Это были: 16 трёхдюймовых нарезных орудий Паррота, два «Паррота» калибра 3,67 дюйма, один «Паррот» калибра 4,2 дюйма, четыре полевые пушки образца 1841 калибра 4,62 дюйма, восемь полевых гаубиц калибра 4,62 дюйма и двенадцать нарезных орудий Джеймса калибра 3 дюйма.
У южан имелось 53 орудия, сведённых в двенадцать подразделений. Все эти подразделения были сформированы из артиллерии ополчения штатов. Это были: 40 орудий образца 1841 года калибра 3,67 дюйма, 9 нарезных орудий калибра 3 дюйма, 4 полевые гаубицы калибра 4,62 дюйма.
Федеральная артиллерия уступала по численности конфедеративной, но имела преимущество по дальнобойности: 51 % федеральных орудий были нарезными против 18 % в армиях Юга. Хотя северяне могли вести огонь в основном 3-дюймовыми снарядами, их орудия били на 1500—2000 метров, в то время как 6-фунтовые орудия Юга били только на 1000 метров. Таким образом, федеральная армия имела преимущество, пока вела дуэль на больших дистанциях, но на коротких южане получали преимущество из-за более крупного калибра.

### Блэкбернс-Форд

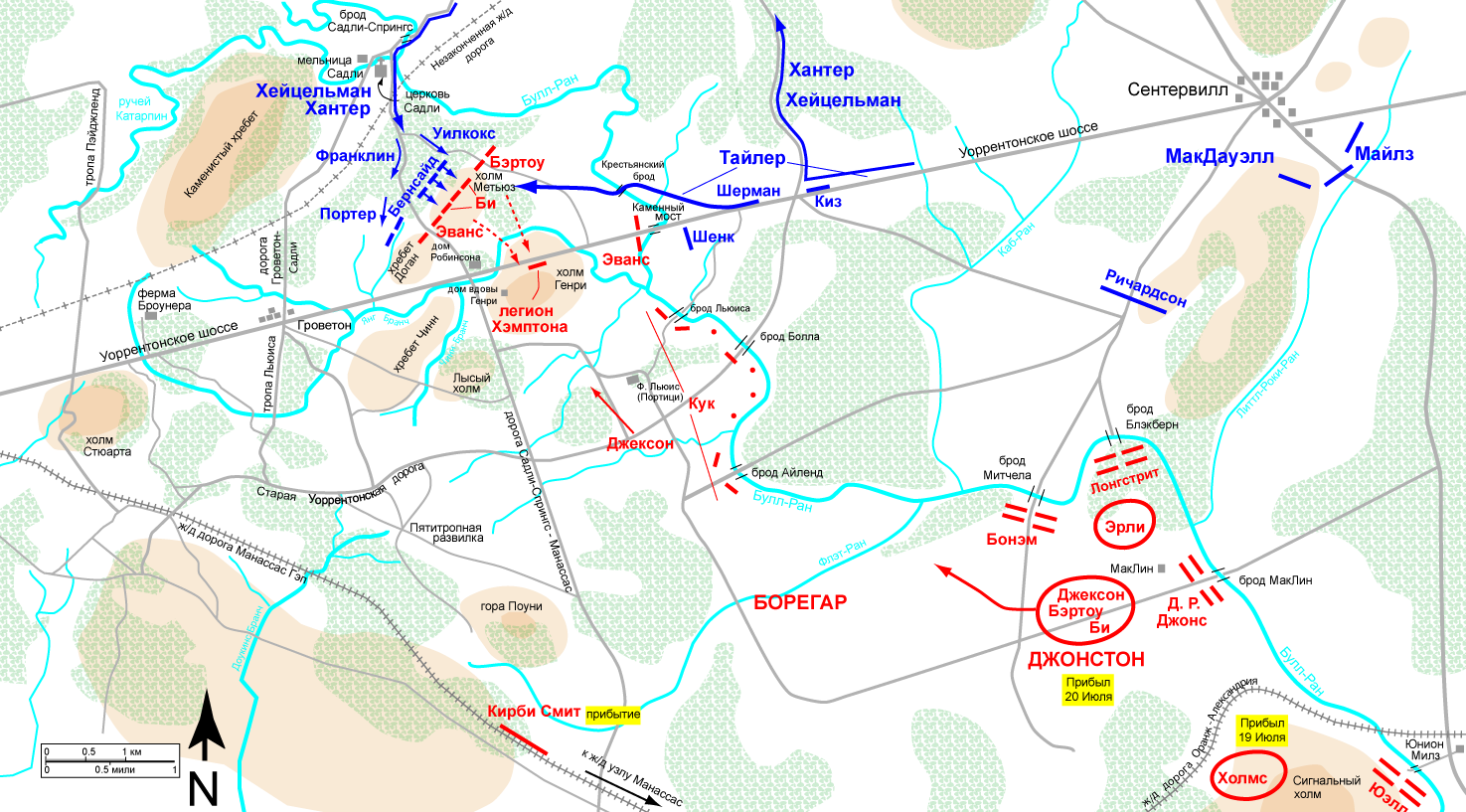
Наступление федеральной армии

18 июля в 09:00 передовая дивизия федеральной армии (дивизия Тайлера) вошла в Сентервилл. Её командиру было приказано исследовать дороги около Сентервилла, изображать наступление на Манассас, но не начинать сражения. Тайлер, однако, решил провести рекогносцировку. По его приказу генерал Ричардсон отправил к переправе батальон, который вступил в перестрелку с южанами (бригадой Лонгстрита). Это столкновение не позволило Тайлеру оценить позицию противника, и он приказал Ричардсону двинуть в бой всю его бригаду. Эта атака была отбита, и Ричардсон был готов атаковать повторно, но Тайлер приказал ему выйти из боя. Макдауэлл прибыл в Сентервилл уже после окончания боя. Он не придал большого значения этой перестрелке, хотя и опасался, что она произведёт плохое впечатление на армию.
События у Блэкбернс-Форд заставили Борегара пересмотреть своё отношение к земляным укреплениям. Он велел укрепить все переправы, и 19 июля южане приступили к земляным работам.
Неудача у Блэкбернс-Форд показала Макдауэллу, что позиции противника вдоль Булл-Рана сильны и штурмовать их с фронта неразумно. Его первоначальный план предполагал обход правого фланга противника, но, изучив местность, Макдауэлл понял, что для такого манёвра нет подходящих дорог. Он решил поменять план и обойти левый фланг Борегара. Он поручил Джону Барнарду, главному инженеру армии, найти подходящие переправы и дороги. Потратив на выявление дорог и переправ два дня 19 и 20 июля, Барнард узнал о существовании двух удобных переправ — Садли-Форд и Поплар-Форд, хотя и не сумел изучить их лично. Днём 20 июля Макдауэлл решил, что его план вполне реален и назначил наступление на следующее утро. В эти дни ряды федеральной армии покинули 4-й Пенсильванский полк и одна артиллерийская батарея (у солдат истёк срок контракта).

### План Борегара
Генерал Борегар был воодушевлён успехом, но, к его неудовольствию, сражение при Блэкбернс-Форд произошло слишком рано и ситуация не позволяла перейти в контрнаступление. Он, однако, рассчитывал, что после прихода армии Джонстона сумеет разбить Макдауэлла. По его плану армия Джонстона должна была наступать с запада, пройти ущелье Элди-Гэп и атаковать правый фланг противника. Борегар же одновременно атакует с фронта. Этот план был передан Джонстону, но тот отнёсся к нему неодобрительно. 18 июля в 03:00 Джонстон получил приказ идти на соединение с Борегаром и утром 19 июля начал переброску войск, задействовав железную дорогу. Первой была отправлена бригада Томаса Джексона. Джексон явился в штаб Борегара вечером 19 июля, в тот момент, когда Борегар как раз излагал подчинённым свой план наступления. Появление Джексона удивило Борегара — он был уверен, что Джонстон идёт маршем во фланг Макдауэллу.
Джонстон прибыл в штаб днём 20 июля и, как старший по званию, принял командование над частями на поле боя. Его появление полностью расстроило планы Борегара, который был вынужден вернуться к одному из своих ранних планов, от 8 июля. Этот план предполагал атаку на Сентервилл, чтобы отрезать противника от Вашингтона. Джонстон понимал, что сражение надо начать как можно раньше, поэтому одобрил план Борегара. Он поручил ему составить все приказы, а сам отправился спать, впервые за несколько дней.

### План Макдауэлла

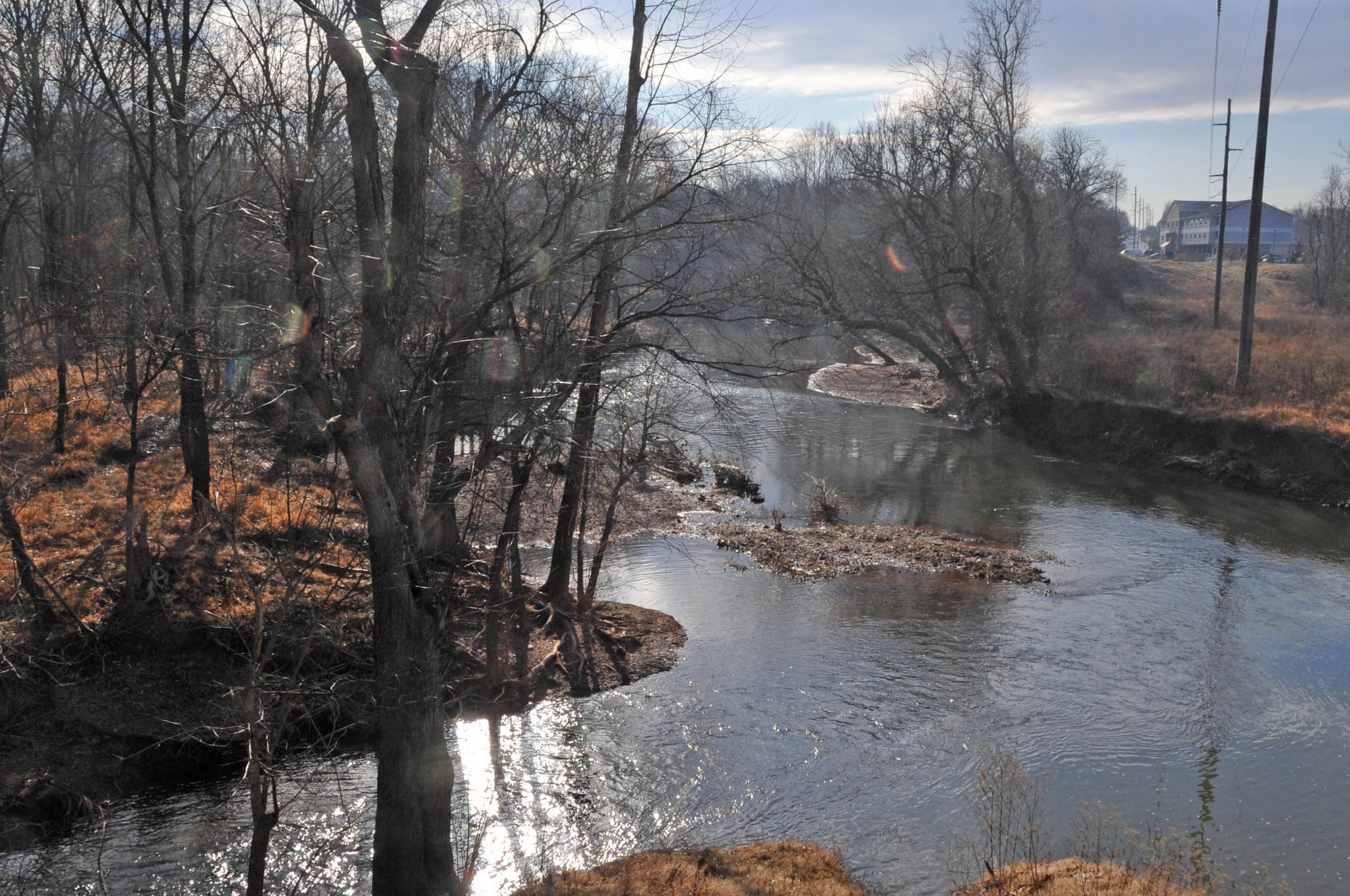
Булл-Ран у Митчелл-Форд (2008)

Днём 20 июля Макдауэлл разработал окончательный план сражения. Он предполагал частью армии связать противника с фронта, а треть всех сил отправить в обход через переправу Садли-Форд, чтобы выйти во фланг армии Борегара. Он также решил отправить отряд на запад по Уоррентонской дороге, чтобы разобрать железнодорожное полотно в Гейнсвилле. Ранние планы Макдауэлла не подразумевали такой диверсии. Он был уверен, что армия Паттерсона свяжет Джонстона в долине Шенандоа. Макдауэлл не объяснял причин своего решения, но весьма вероятно, что к 20 июля он стал подозревать, что Паттерсон не справился с заданием. И Макдауэлл, и его генералы слышали звуки проходящего эшелона, и пошли слухи, что Джонстон уже соединился с Борегаром. Макдауэлл даже сообщил об этом в Вашингтон. Впоследствии он обвинил Паттерсона в неудачном исходе сражения при Булл-Ран, но на самом деле прибытие Джонстона не стало для него неожиданностью. Он изначально рассчитывал, что его армия примерно равна по численности армии противника.
В 20:00 Макдауэлл собрал в штабе дивизионных командиров и изложил им задачу. Бригаде Ричардсона при поддержке ещё одной бригады требовалось провести демонстрацию у переправ Митчелл-Форд и Блэкбернс-Форд. Дивизия Тайлера должна была выступить по Уоррентонской дороге к Каменному мосту и также начать там демонстрацию. Основной удар наносили дивизии Хантера и Хейнцельмана, численностью 13 000 человек: выступив вслед за Тайлером, они должны были повернуть к Садли-Форд. Дивизия Хантера должна переправиться у Садли-Форд, повернуть на юг, отбросить возможного противника от переправы Поплар-Форд и позволить дивизии Хейнцельмана перейти Булл-Ран в этом месте. Далее две дивизии должны наступать совместно (Хейнцельман слева и Хантер справа) к Уоррентонской дороге, отбросить противника от Каменного моста и позволить перейти дивизии Тайлера.
Дальнейшие события Макдауэлл предугадать не мог. Он допускал, что Борегар, обойдённый с фланга, начнёт отступление или атакует его армию. Приказы Макдауэлла не предполагали дальнейшего наступления, в них не содержалось слов «атака» или «штурм». Этим план Макдауэлла принципиально отличался от плана Борегара, который рассчитывал именно атаковать Сентервилл.

## Сражение

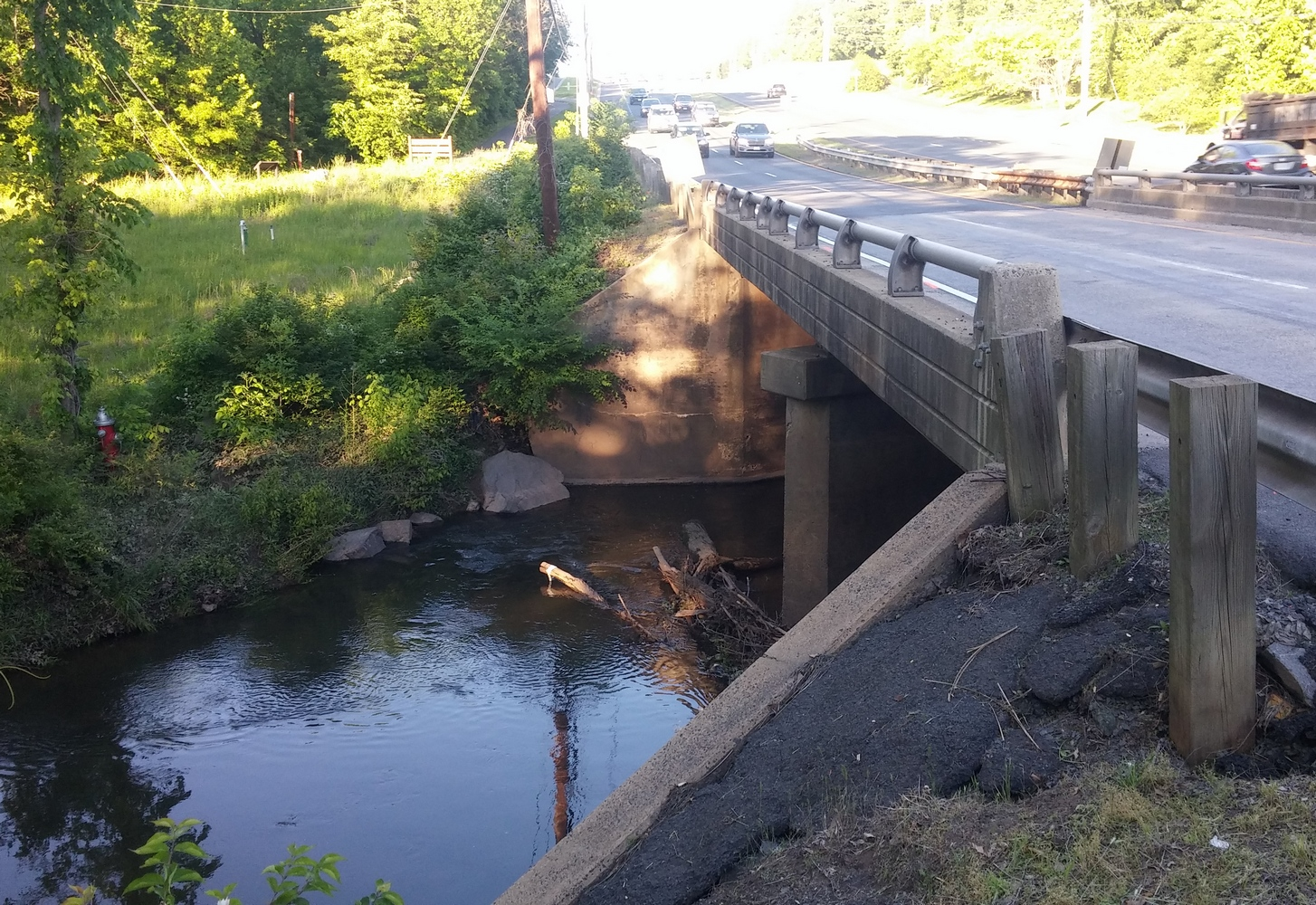
Мост через Каб-Ран в наше время (2017)

Федеральная армия начала подготовку к наступлению в ночь на 21 июля, «в последнюю ночь бескровной войны», по выражению Хеннесси. В 02:03 дивизия Тайлера (бригады Шенка и Шермана) построилась на Уоррентонской дороге и начала марш в сторону Каменного моста через Булл-Ран. Так как все наступающие в то утро части пользовались одной дорогой, темпы наступления всех остальных частей зависели от скорости марша Тайлера. Однако его задержал узкий мост через ручей Каб-Ран. Особенно трудно было перевезти тяжёлые (до трёх тонн) орудия. Всего на проход моста бригадам Шенка и Шермана потребовалось полтора часа. Тайлер предполагал, что всё пространство между Каб-Ран и Булл-Ран занято противником, поэтому двигался медленно и с предосторожностями. В итоге расстояние в 2,5 километра до Каменного моста было пройдено за три часа.
Всё это время дивизии Хантера и Хейнцельмана стояли на дороге, ожидая, пока освободится путь к началу дороги на Садли-Форд. Только в 05:30, когда Тайлер прошёл мост через Каб-Ран, другие дивизии начали свой марш, но и им пришлось задержаться, переходя Каб-Ран. Пройдя до дома Спиндла, колонна свернула вправо на фермерскую дорогу, ведущую к Садли-Форд. Эта дорога была узкой, что также замедлило темпы наступления. Первым в колонне шёл 2-й Род-Айлендский полк, за ним батарея Рейнольдса, потом 1-й Род-Айлендский, 2-й Нью-Гемпширский и 71-й Нью-Йоркский полки. Полковник Бернсайд шёл во главе колонны в сопровождении губернатора Род-Айленда, Уильяма Спрэга, который даже надел униформу 1-го Род-Айлендского полка. За бригадой Бернсайда шла бригада Портера, затем вся дивизия Хэйнцельмана. Всего в обходной колонне было 13 тысяч человек при двадцати орудиях.

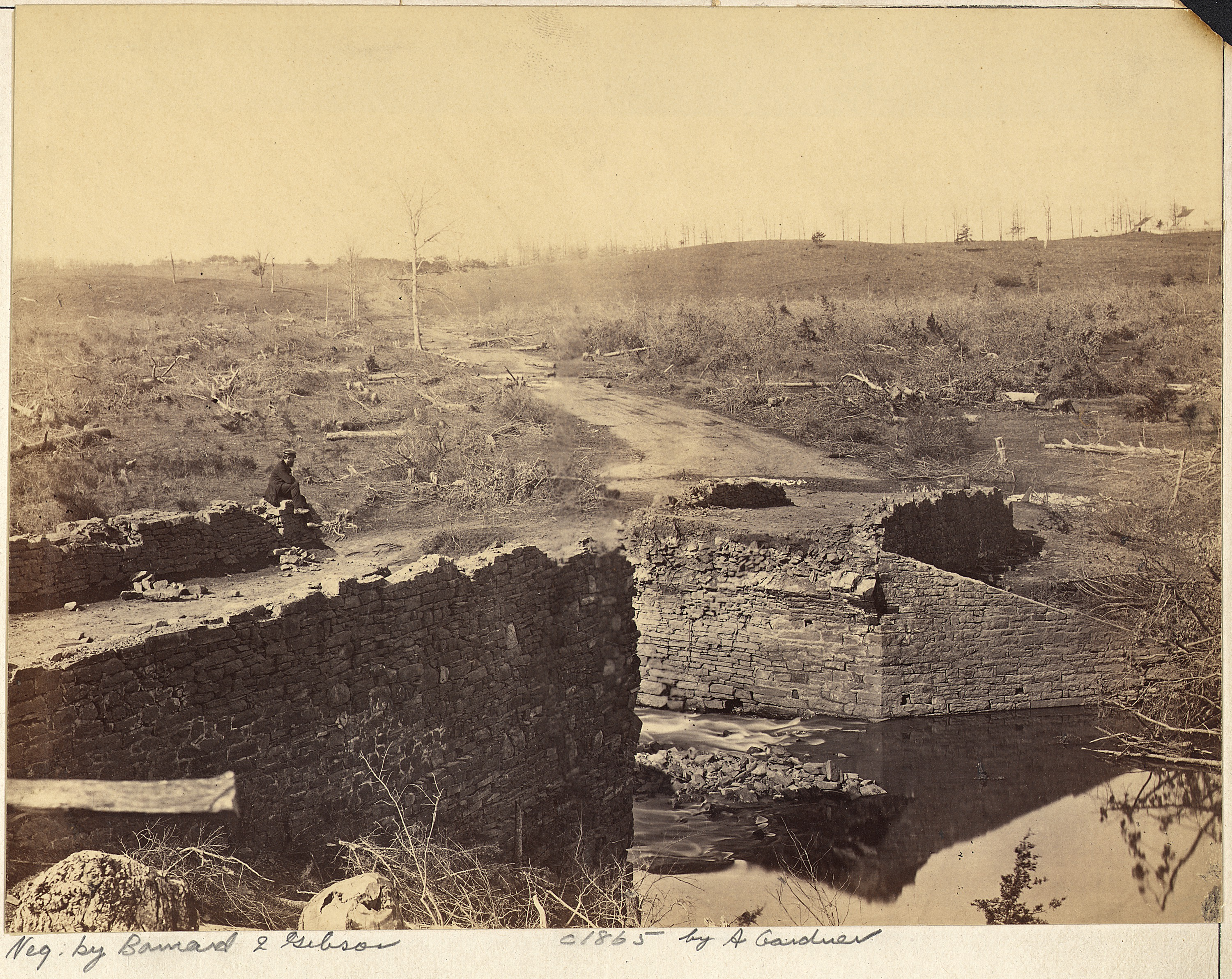
Каменный мост через Бул-Ран, вид в сторону позиций Эванса (март 1862 года)

План Макдауэлла требовал от Тайлера привлечь к себе внимание около Каменного моста. Тайлер опоздал к мосту всего на час. Он решил не повторять ошибок сражения при Блэкбернс-Форд и перед началом боевых действий тщательно разместил свои силы на позиции. Шерман лично провёл рекогносцировку и с удивлением не обнаружил на противоположном берегу реки укреплений и серьёзных сил противника. Он заметил несколько человек, много поваленных деревьев, но ничего более. Между тем Тайлер вывел на позицию артиллерию, в частности, 30-фунтовый «Паррот». Его установили прямо на дороге в нескольких сотнях метров от моста, и около 06:00 был дан залп разрывным снарядом в сторону дома Ван Пельта на высоте за рекой. После этого исторического «первого залпа» было дано ещё несколько, но они не принесли никакого видимого результата.
Позицию за мостом у южан занимала бригада Натана Эванса, которая состояла всего из двух полков. Эванс узнал о выдвижении противника ещё в три часа ночи, а в 04:00 его пикеты сделали первые выстрелы по северянам. Тогда Эванс приказал своим полкам занять боевую линию: 4-й Южнокаролинский пехотный полк полковника Слоана развернулся справа от дороги, а луизианский батальон Чатема Уита — слева. Два орудия капитана Дэвидсона встали в 600 метрах от моста. Понимая, что соотношение сил не в его пользу, Эванс спрятал свои полки в лесу и старался по возможности не отвечать на выстрелы противника.
Не добившись никакой реакции противника, Тайлер приказал Шенку выдвинуть вперёд три полка. В ответ Эванс выдвинул вперёд четыре роты 4-го Южнокаролинского полка, развернув их по две роты с каждой стороны моста. Одна луизианская рота встала левее. Остальные роты стояли метрах в 200 позади. Сблизившись, противники вступили в перестрелку, которая затянулась на два часа. Рядовой Бризель потом вспоминал:

На рассвете я заметил двух вражеских разведчиков, которые спускались с холма через заросли бородача. Они держали ружья на плечах и, хоть и шли в нашу сторону, нас не видели, так как всё их внимание было приковано к Каменному мосту. Пресс Кован и я … вышли к ограде на краю поля, в 40 футах от берега Булл-Рана. Разведчики подходили, пока не оказались в ста ярдах от нас. Я положил ружьё на ограду и прицелился. И тут Пресс Кован, который был на шаг позади меня, выстрелил. Это был первый мушкетный выстрел сражения при Манассасе. Он был сделан Прессом Кованом, рядовым роты J, 4-го Южнокаролинского пехотного. Это было в 200 ярдах ниже Каменного моста и в 40 футах от берега Булл-Рана, на сентервиллской стороне, около 06:00 утра.
Оригинальный текст (англ.)– Just about daylight I nociced two of the enemy's vedettes coming over the hill through the broomsedge. They were carrying their guns at trail arms, and, although coning in our direction, they did not see us, for they had their attention on the men at the Stone Bridge. Press Cowan and I ... walked up to the fence by the edge of the field, about 40 feet from the bank of Bull Run. The vedettes came on until they were within a hundred yards of us. I laid my gun down across the top rail and ran my eye down the barrel. At that instant Press Cowan, who was standing a step behind me, fired. This was the first musket fired at the Battle of Manassas. It was fired by Press Cowan, a private of Co. J, of the 4th South Carolina Infantry. It was about £00 yards below the Stone Bridge and about 40 feet from the bank of Bull Run, on the Centreville side, about 6 o'clock in the morning. .
— 
Эта перестрелка, как и огонь орудия, были услышаны Исраэлем Ричардсоном у Блэкбернс-Форд, и это стало для него сигналом к действию. Наученный опытом сражения при Блэкбернс-Форд, Ричардсон действовал аккуратно: он развернул 6 орудий майора Генри Ханта, поставил прикрытие (1-й Массачусетский и 3-й Мичиганский полки) и прикрыл фланги застрельщиками.
Пьер Борегар решил, что лучшим ответом на наступление федералов будет атака правым флангом. Джозеф Джонстон в принципе не возражал, но решил усилить левый фланг и в 07:00 направил на помощь Эвансу бригады Би, Бартоу, Джексона и южнокаролинский полк (Легион Хэмптона). Вместе с бригадами было отправлено 6 орудий. В это же время, около 07:00, был отдан приказ о начале наступления бригад правого фланга. После этого Борегар и Джонстон покинули штаб в доме Маклина и отправились на холм у Митчелл-Форд, чтобы увидеть результаты своего наступления. В соответствии с полученным приказом Лонгстрит повёл свою бригаду через Блэкберн-Форд и вступил в перестрелку с полками Ричардсона. Также перешла реку и бригада Дэвида Джонса. Общее наступление должно было начаться наступлением бригады Юэлла, но приказ Борегара по неизвестной причине не был тому доставлен, и он остался на своей позиции.
Связь между бригадами Борегара осуществлялась через сигнальные станции. Одна была расположена в доме Ван Пельта, при штабе Эванса, другие у фермы Маклина и на Уилкоксен-Хилл. В то утро станциями командовал капитан Портер Александер, которому Борегар велел находиться при станции у Уилкоксен-Хилл. Примерно в 08:45, принимая флажковый сигнал со станции Ван Пельта, Александер заметил блик света вдалеке за станцией. «Присмотревшись, я догадался, что это утреннее солнце отражается в бронзовом стволе орудия», — вспоминал он потом. Внимательнее изучив местность за рекой, капитан вскоре заметил колоны пехоты и артиллерийские обозы. Он немедленно послал флажковое сообщение Эвансу через промежуточную сигнальную станцию у Маклин-Форд: «Следите за своим левым флангом. Вас обходят». Это сообщение стало первым в истории военного дела флажковым сигналом, переданным в боевых условиях. Вслед за этим Александер отправил сообщение с курьером генералу Борегару: «Я вижу части, переходящие Булл-Ран двумя милями выше Каменного моста. Голова колонны в лесах на этой стороне. Хвост колонны в лесах на другой стороне. Полмили её длины видны на открытой местности. Видны пехота и артиллерия».

### Сражение за холм Мэтьюз

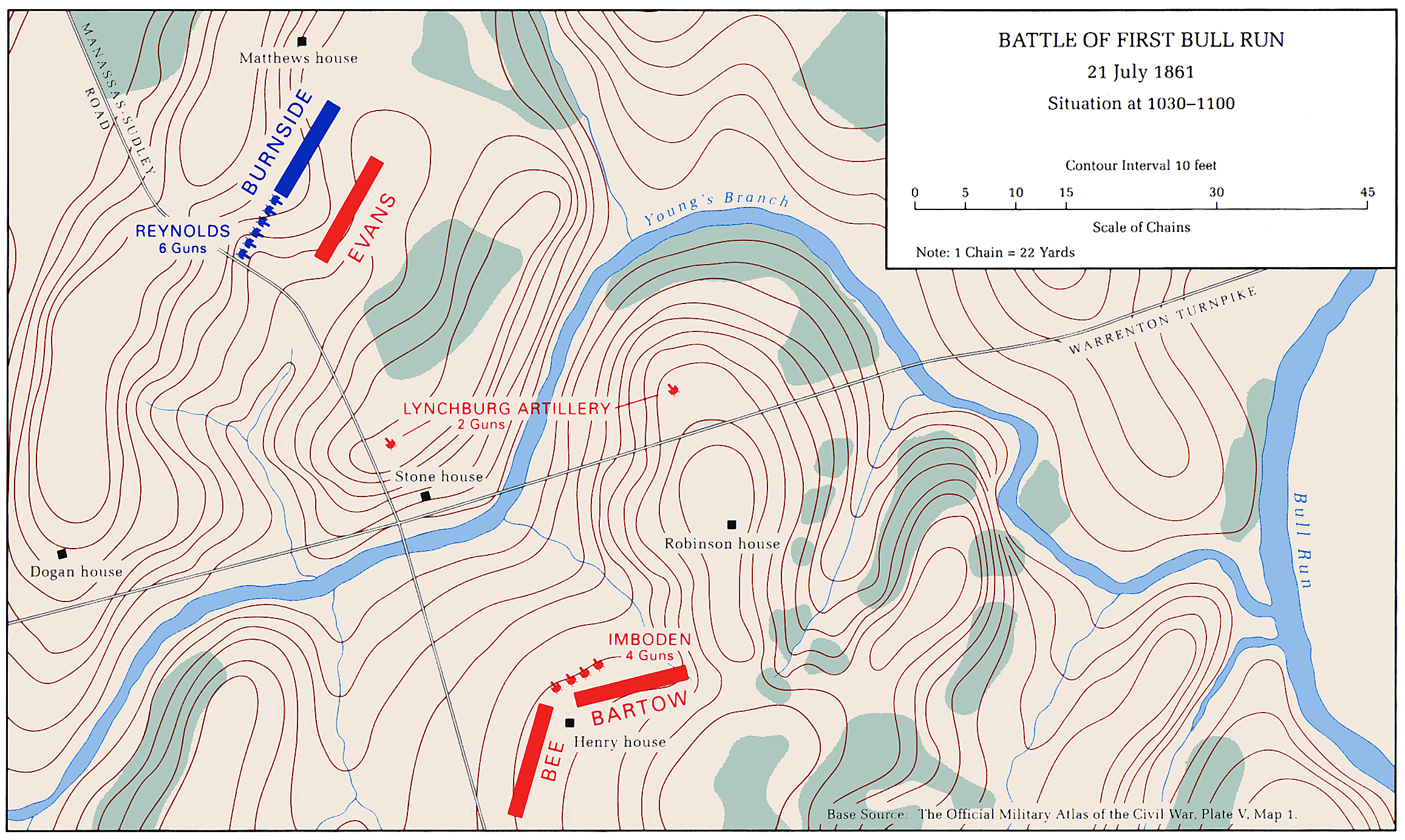
Сражение за холм Мэтьюз

Донесение Александера пришло одновременно с донесением от пикетов около Садли-Форд. Эванс понял, что ему надо быстро и скрытно отступить от моста. Это было несложно, так как его пехота всё ещё была спрятана в зарослях. Эванс оставил на позиции уже демаскированные 4 роты, около двухсот человек, а остальные 900 человек отправил на перехват колонны противника к ферме Питтсильвания. Отвод войск прошёл незамеченным, и Тайлер ещё несколько часов не подозревал, что Каменный мост остался без охраны. Эванс предполагал, что противник будет идти вдоль правого берега реки, чтобы выйти к его флангу у Каменного моста. Однако он оказался неправ: федеральная колонна направилась строго на юг, по дороге Садли-Роуд, ведущей из Садли в Манассас, которая вывела бы их мимо левого фланга Эванса на Уоррентонскую дорогу. Эванс приказал сменить позицию: луизианцы переместились левее, на холм у фермы Эдгара Мэтьюза. 4-й Южнокаролинский пришёл вслед за ними и встал левее луизианцев, упёршись левым флангом в Садли-Роуд. Два орудия Дэвидсона встали за линией пехоты, на высоте Бак-Хилл. Не обошлось без инцидентов: южнокаролинцы по ошибке сделали несколько выстрелов по луизианцам, а те открыли огонь в ответ. Тем не менее, в 09:30 бригада Эванса была полностью готова к бою и ждала приближения противника.

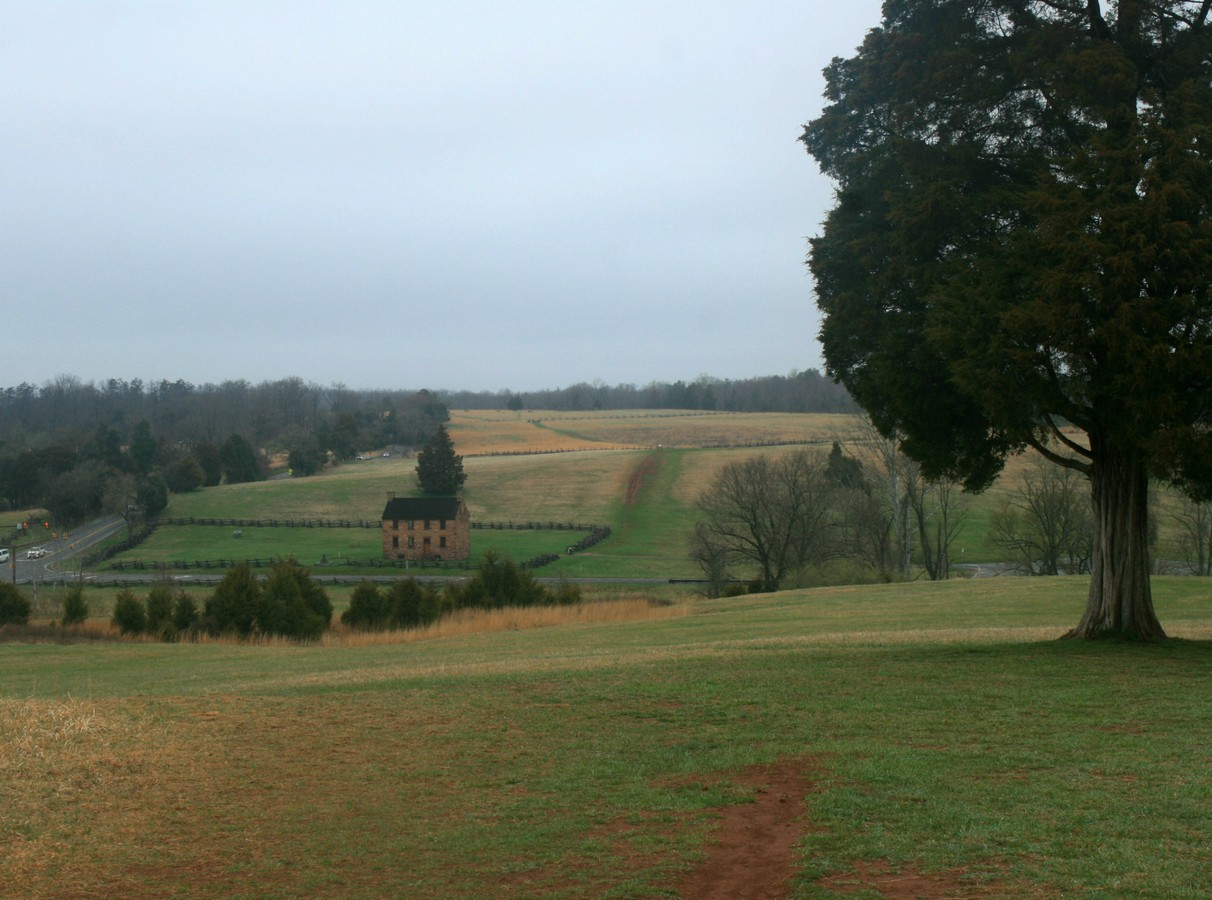
Вид на холм Мэтьюз с позиции батареи Имбодена

Позиция Эванса была несколько необычна. Холм Мэтьюз представляет собой пологую высоту, вполне пригодную для обороны. Однако Эванс не стал занимать вершину холма, а разместился на его южном склоне, примерно в 150 метрах от вершины. Мотивы Эванса неизвестны; вероятно, он надеялся, что встреча с его отрядом станет для противника неожиданностью. Однако тем самым он отдавал противнику вершину холма, которая была выше его позиции метров на 10.
В это время бригада генерала Би пришла на соседний холм Генри. Он сразу понял, что именно здесь вскоре начнётся сражение, и приказал Джону Имбодену развернуть свои орудия на северном склоне холма Генри. Сюда же Би привёл свои полки: 4-й Алабамский, 11-й Миссисипский, 7-й и 8-й Джорджианские.
Авангард дивизии Хантера вышел к броду Садли-Форд в 09:00, отставая от графика на 4 часа. Бригада Бернсайда первой перешла реку и двинулась на юг по Садли-Роуд. Уильям Эверелл и Эмиэль Уиппл обогнали колонну и с высокого места увидели пехоту Эванса, идущую им на перехват. Хантер приказал Бернсайду развернуть 5 рот в стрелковую цепь и наступать. Губернатор Спрэгг отправился вместе с передовой колонной. Пройдя полтора километра лесом, колонна вышла на открытую местность, откуда начинался пологий подъём на холм Мэтьюз. Выше по склону стояла стрелковая цепь Эванса. Южане сделали по противнику несколько выстрелов и отступили. Бернсайд развернул в боевую линию весь 2-й Род-Айлендский пехотный полк и скомандовал «Вперёд!». Пехотинцы сбросили ранцы и одеяла и бегом бросились к вершине холма. Как только они достигли вершины, полки Эванса дали по ним залп. Род-айлендцы выдержали и его и открыли ответный огонь с расстояния в 150 метров. Сзади подошла артиллерийская батарея капитана Рейнольдса — 6 бронзовых нарезных орудий Джеймса. Бернсайд, следуя наполеоновской тактике, приказал орудиям занять позицию на одной линии с пехотой.

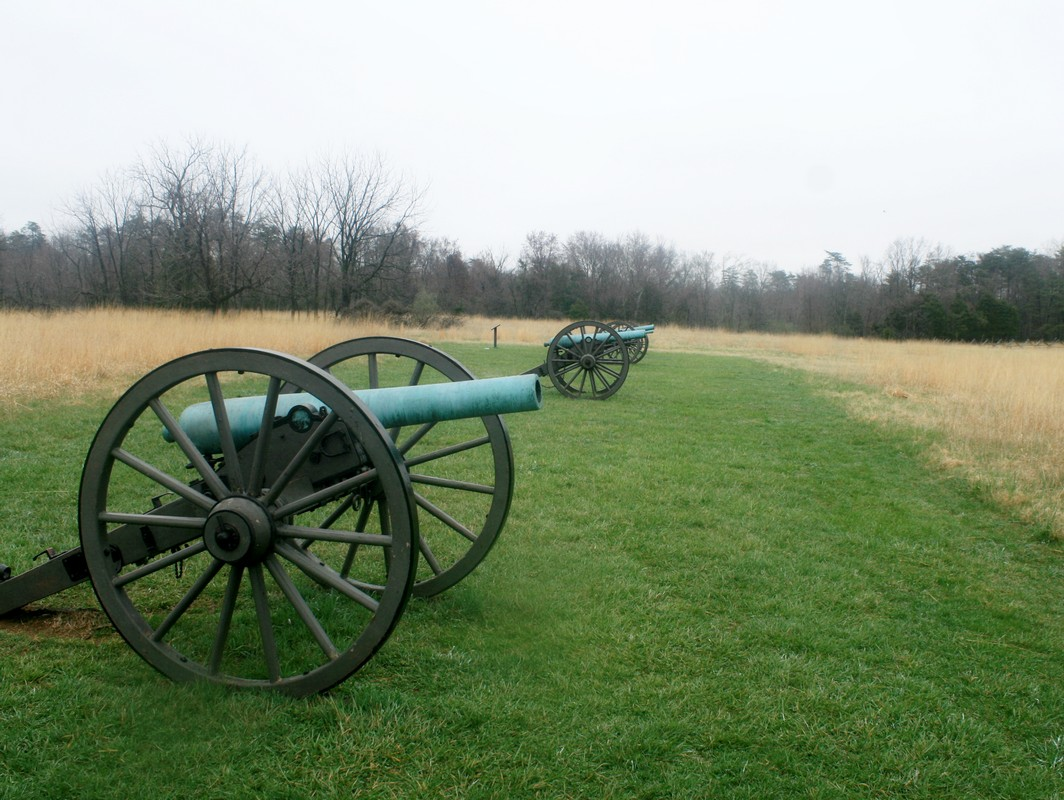
Федеральная батарея Рейнольдса на холме Мэтьюз

Началась ожесточённая перестрелка, и обе стороны понесли первые потери. Был убит командир Род-Айлендского полка, полковник Джон Слокам. Снарядом оторвало ногу майору Бэллоу. Ранение в шею получил и дивизионный командир Хантер. Он отправился в тыл, по пути встретив Бернсайда, которому сказал: «Бернсайд, передаю дело в ваши руки. Слокам и его полк уверенно наступают и гонят этих мерзавцев». Это можно понять как передачу командования Бернсайду, но историк Дон Джонсон пишет, что командование принял Портер. Хеннесси же пишет, что после ранения Хантера Бернсайд и Портер занимались каждый своей бригадой.
К этому моменту Род-Айлендский полк уже полчаса вёл бой в одиночку. Остальные полки бригады стояли в тылу. Бригаде Эндрю Портера было приказано Хантером (ещё до его ранения) помочь род-айлендцам, но Портер неверно понял приказ и тоже развернул бригаду в тылу. Разобравшись в ситуации, Бернсайд отправил в бой два дополнительных полка: 71-й Нью-Йоркский и 2-й Нью-Гемпширский, но 2-й пошёл в неверном направлении, а 71-й маневрировал так неумело, что Бернсайд оставил их и отправил в бой 1-й Род-Айлендский. Нью-гемпширцам было приказано лечь на землю, 1-й прошёл по ним и вышел на левый фланг 2-го Род-Айлендского.
Где-то после 10:00 майору Уиту показалось, что он обнаружил слабое место в линии противника, и он бросил свой луизианский батальон, 400 человек, в атаку на орудия Рейнольдса. Они сумели подойти на 20 метров к батарее, подстрелить многих артиллеристов и лошадей, но были остановлены, а затем стали отступать. Отступая, они не вернулись на прежнюю позицию справа от южнокаролинского полка, а отошли за Садли-Роуд, где укрылись за строениями фермы Догана. Правый фланг Эванса опасно укоротился, и он отправился искать помощи на холм Генри. Генерал Би видел всю невыгодность позиции Эванса и посоветовал ему отступить на холм Генри, но Эванс категорически отказался. Би уступил; в 10:15 он повёл 4-й Алабамский пехотный полк (полковника Эгберта Джонса) на холм Мэтьюз. Они перешли Янг-Брэнч, Уоррентонскую дорогу, вышли на правый фланг 4-го Южнокаролинского и под прикрытием леса развернулись в боевую линию, затем подошли к противнику на 100 метров и открыли огонь.
Далее Би решил ввести в дело и остальные три полка. 2-й Миссисипский он поставил между 4-м Южнокаролинским и Алабамским, 7-й Джорджианский поставил правее Алабамского, а 8-й Джорджианский поставил на правом фланге, надеясь, что тот сможет выйти во фланг противнику. Однако и федеральный фронт удлинялся по мере того, как Бернсайд вводил в бой все полки своей бригады, и общий фронт сражения растянулся уже на 700 метров. И всё же Бернсайд почувствовал, что его фланг в опасности, и запросил у бригады Портера, которая строилась правее, батальон регулярной пехоты для усиления фланга. Батальон был послан, но встал не на фланге, как хотел Бернсайд, а у батареи Рейнольдса.
В это время федеральные батареи Рейнольдса и Гриффина вели ожесточённую перестрелку. Гриффин переместил 4 своих орудия на позицию у дома Джона Догана и вёл огонь оттуда. Имбоден потом вспоминал: «…без преувеличения можно сказать, что сотни снарядов этих пяти нарезных орудий [батареи Рейнольдса] разрывались в тот день вокруг моей батареи, но разрывались так глубоко в земле, что осколки не попадали наружу. После сражения земля выглядела так, как будто ею всю разрыли свиньи».
Позади батареи Гриффина строилась бригада Портера. Заметив её, Чатем Уит снова бросил свой батальон в атаку. По некоторым данным, луизианцы бросили свои винтовки и атаковали только с ножами Боуи в руках. Уит получил тяжёлую рану во время этой атаки и был вынесен в тыл. Врач сказал, что его ранение смертельно, на что Уит ответил, что не чувствует себя умирающим. Врач сказал, что в истории медицины не записано случаев выздоровления после такого ранения. Уит ответил: «Хорошо, тогда запишите в историю медицины мой случай».
В это время с востока стали подходить первые бригады дивизии Тайлера. Тайлер получил приказ наступать ещё тогда, когда были замечены южане на Мэтьюз-Хилл. Бригада Шермана (3400 человек) перешла Булл-Ран, не встретив сопротивления, вышла на высоту у фермы Питтсильвания и увидела впереди правый фланг позиций противника. Здесь командир 69-го Нью-Йоркского, подполковник Хаггерти, бросился догонять небольшой отряд южан и был ими застрелен. Появление бригады Шермана сразу сделало позицию Эванса безнадёжной. Бригада Портера уже угрожала его левому флангу, и Эвансу оставалось только отступать. По его приказу полки начали отходить. 4-й Алабамский последним покинул позицию, при этом потеряв раненым полковника Джонса.
Бригада Бернсайда оказалась измотана боем и не готова к преследованию, только батальон регуляров бросился вперёд и взял в плен полковника Джонса. Теперь у Макдауэлла было 18 тысяч человек на позиции, а армия противника как будто отступала в беспорядке. «Победа! День наш!», — объявил Макдауэлл. Было 11:30, и в тот момент многие северяне думали, что сражение выиграно и война закончена. Теперь Макдауэллу надо было решить, что делать дальше.

### Затишье
Командование армии Юга ещё ничего не знало о положении своего левого фланга. Джонстон и Борегар находились на холме у переправы Митчелл-Форд, ожидая результатов наступления на Сентервилл. До них дошло сообщение Александера о наступлении фланговой колонны, но они надеялись, что их атака опередит федеральное наступление. В 10:30 выяснилось, что приказ о наступлении по какой-то причине не был доставлен по назначению и что бригада Юэлла ещё не сдвинулась с места. В 11:00 канонада на левом фланге усилилась, а пикеты донесли, что федералы сооружают завалы у Блэкбернс-Форд и Митчелл-Форд и, стало быть, не планируют атаки с этой стороны. Понимая, что самое важное происходит на левом фланге, Джонстон и Борегар отправились туда.

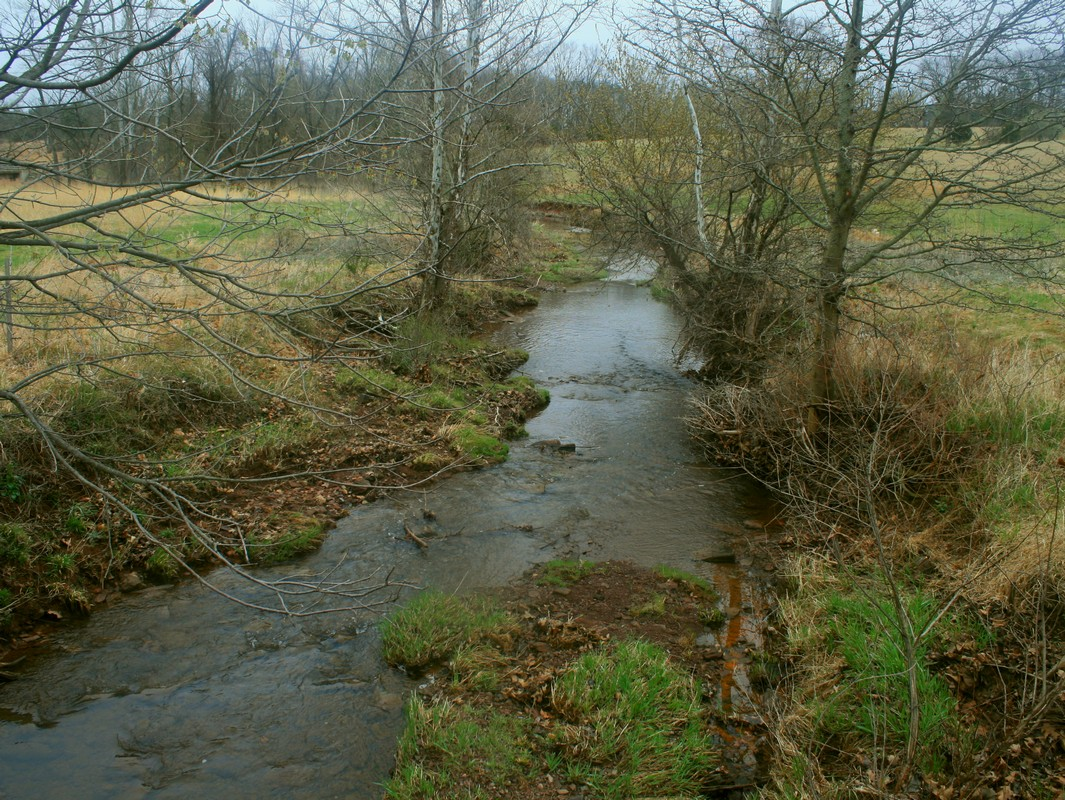
Ручей Янг-Брэнч между холмами Мэтьюз и Генри возле Каменного дома

К моменту прибытия командования на холм Генри эта высота удерживалась лишь батареей Имбодена. Имбоден получил приказ генерала Би удерживать позицию любой ценой и выполнял этот приказ уже около часа. В 11:00 полк Уэйда Хэмптона, который стоял на высоте у фермы Портичи, получил приказ выдвинуться вперёд и помочь отступающим. Он привёл полк к дому Робинсона, спустился в низину ручья Янг-Брэнч и под огнём орудий Рикеттса-Гриффина занял позицию вдоль Уоррентонской дороги.
Появление Хэмптона совпало с первой неуверенной попыткой северян начать преследование. К этому моменту почти вся бригада Эванса ушла на холм Генри, но отдельные отряды южан ещё оставались между ручьём Янг-Брэнч и холмом Мэтьюз. Когда на поле боя пришёл 27-й Нью-Йоркский пехотный полк, ему было приказано наступать в направлении Каменного дома и батареи Имбодена. Полковник Генри Слокам повёл полк вперёд по дороге Садли-Роуд, а в это время остатки людей Эванса (4-го Алабамского и 2-го Миссисипского) отходили за Янг-Брэнч и занимали позицию вдоль ручья, ниже по склону относительно батареи Имбодена. Используя русло ручья в качестве земляного укрепления, они открыли огонь по полку Слокама. Завязалась ожесточённая перестрелка. Хэмптон потерял лошадь, был убит подполковник Джонсон, но южане удержали позицию, и Слокам приказал отступать. При отходе он также был ранен.
Пока Макдауэлл размышлял, стоит ли продолжать наступление, действовать начал полковник Уильям Эверелл, принявший командование бригадой Портера. Понимая, что южане могут закрепиться на холме Генри, он решил отбить эту позицию и послал в наступление 8-й Нью-Йоркский полк ополчения и 14-й Нью-Йоркский полк ополчения, также известный, как 14-й Бруклинский. Оба полка быстро вышли к Уоррентонской дороге, но тут 8-й втянулся в перестрелку с полком Хэмптона, потерял порядок и выбыл из боя навсегда. 14-й попал под огонь своих и чужих и сразу отошёл назад на высоту Доган-Ридж.
Полк Хэмптона удерживал свою позицию почти час, позволив командованию навести хоть какой-то порядок в отступающих частях и дав время бригаде Джексона добраться до холма Генри. Томас Джонатан Джексон первоначально стоял со своей бригадой у брода Митчелл-Форд. Когда бригада Би была послана на усиление Эванса, Джексону приказали занять позицию у брода Льюис-Форд. Прибыв туда в 11:00, Джексон решил, что он нужнее в другом месте, и личной инициативой отправил свою бригаду (2600 человек) к холму Генри. В авангарде шёл 5-й Вирджинский пехотный полк. Выйдя к юго-восточному краю поля фермы Генри, бригада развернулась на краю холма в 400 метрах от дома Генри. Здесь Джексона встретил генерал Би. «Генерал, они нас теснят», — сказал он. Джексон ответил: «Сэр, мы угостим их штыками».

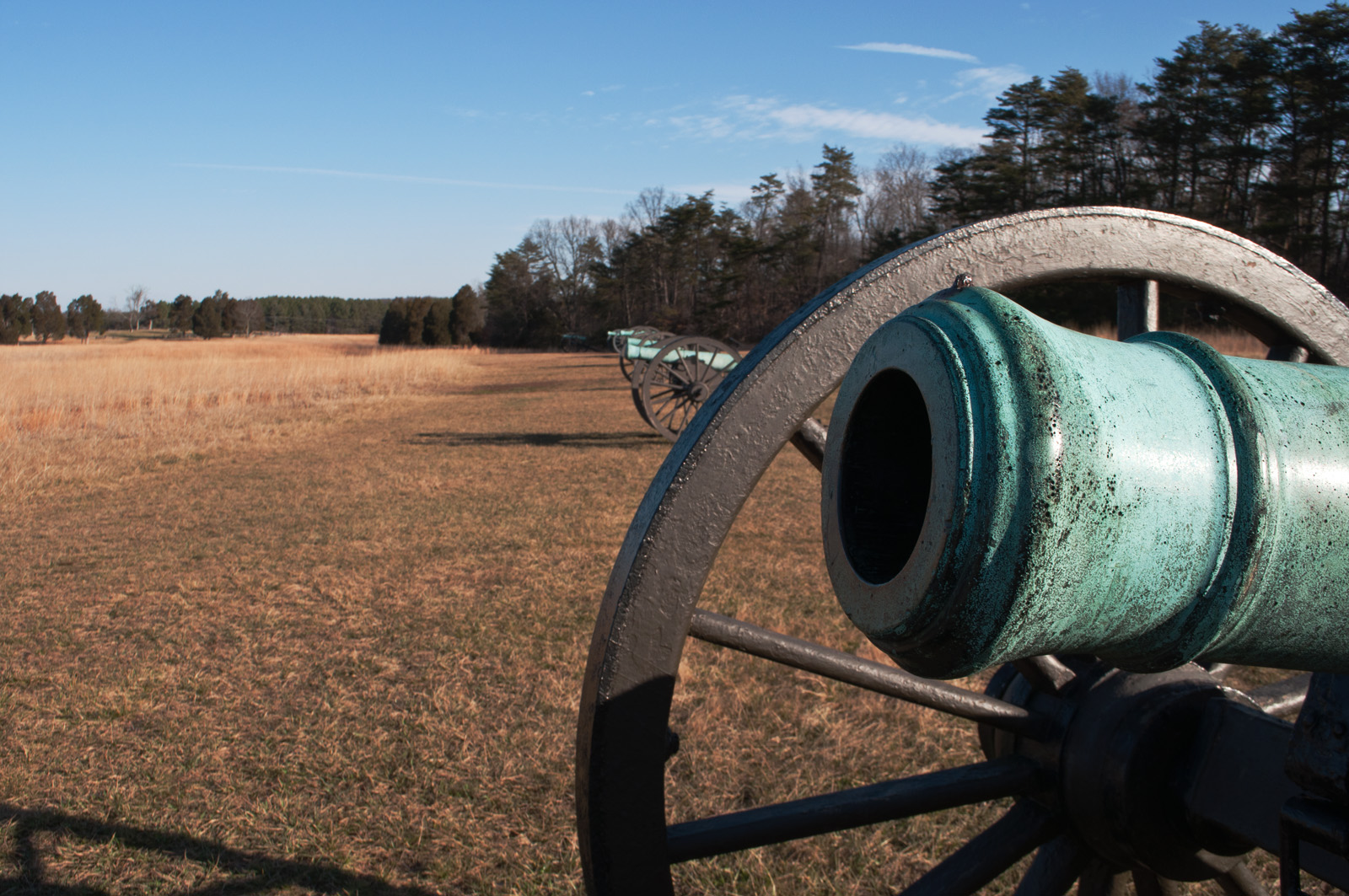
Орудия Джексона на холме Генри (2013)

После отступления южан с холма Мэтьюз батарея Имбодена оказалась практически без прикрытия и почти израсходовала боеприпасы. Имбоден приказал свернуть батарею и отойти, при этом попаданием снаряда было уничтожено одно орудие. Отойдя к линиям бригады Джексона, Имбоден сказал: «Чёрт возьми, генерал, мне пришлось покинуть позицию из-за отсутствия прикрытия!» Джексон ответил: «Я прикрою вашу батарею. Вставайте прямо здесь». У Имбодена осталось всего три выстрела, и он хотел отвести батарею в тыл, но Джексон велел ему занимать позицию и ждать подхода остальных батарей. Подчиняясь приказу, Имбоден установил орудия перед пехотной линией Джексона.
Джексон между тем решил, что обратный склон холма Генри очень удобен для обороны. Густой лес делал его бригаду почти невидимой с высот Доган-Ридж и холма Мэтьюз. Правый фланг Джексона упирался в низину Янг-Брэнч, а левый — в густой лес. Он разместил батарею Имбодена в центре позиции, перед пехотной линией, усилив его двумя 6-фунтовыми орудиями. За батареей встал 4-й Вирджинский пехотный полк, правее и чуть сзади — 27-й Вирджинский, а 5-й Вирджинский на крайнем правом фланге. 2-й Вирджинский полк встал левее батареи, а 33-й Вирджинский — ещё левее.

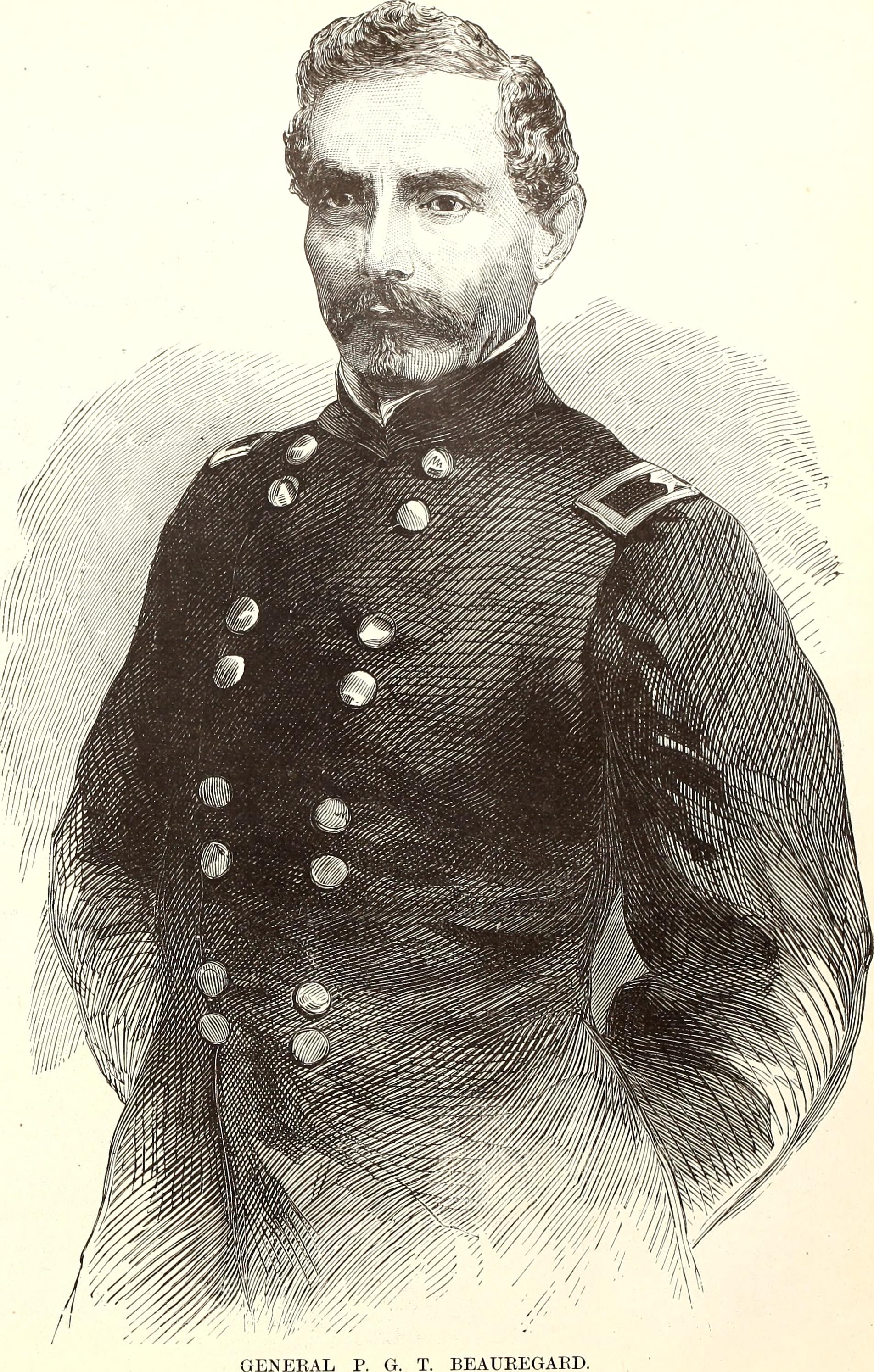
Генерал Пьер Борегар

Джонстон и Борегар прибыли на холм Генри примерно одновременно с бригадой Джексона. Борегар потом вспоминал: «Мы обнаружили командиров, решительно удерживавших своих солдат от дальнейшего бегства, но тщетно пытавшихся восстановить порядок, и наши собственные усилия оказались столь же напрасными. Каждый участок линии, который нам удавалось сформировать, распадался, как только мы переходили к следующему». Перемещаясь от полка к полку, оба генерала пытались навести порядок в войсках. Когда Борегар был около луизианской батареи, рядом разорвался снаряд, убив под ним лошадь. Генерал хладнокровно поднялся, нашёл себе другую лошадь и отправился дальше. Его поведение произвело нужное впечатление на окружающих; «Мне трудно описать тебе эффект его появления, — вспоминал потом рядовой полка Хэмптона, — действительно, всё сразу поменялось. Люди оживились, выровняли ряды и встретили его громкими приветствиями».
К часу дня южанам удалось стабилизировать ситуацию. Бригада Джексона занимала километр фронта, за её правым флангом постепенно приводились в порядок остатки бригады генерала Би. Борегар предложил Джонстону отправиться в тыл и там заняться распределением подкреплений, а сам Борегар остался бы на холме Генри и руководил бы развёртыванием подкреплений на месте. Джонстон сначала не соглашался, но Борегар напомнил ему, что общее руководство войсками должен осуществлять главнокомандующий, и в итоге уговорил Джонстона.
По пути к холму Генри Джонстон и Борегар собирали и вели за собой артиллерийские батареи. Теперь они передали их Джексону. Джексон отправил батарею Имбодена в тыл (сам Имбоден остался), а на его месте развернул батарею Rockbridge artillery и ещё два орудия (всего 6). Левее он поставил 5 орудий батареи Washington artillery, а правее — 2 орудия батареи Loudoun artillery. Последними на холм Генри прибыли четыре 6-фунтовых орудия батареи Джона Пелхама, и Джексон поставил их на крайнем правом фланге, добавив к ним ещё одно орудие. Теперь у Джексона стояли 13 орудий фронтально и ещё 5 орудий прикрывали правый фланг.

### Атака бригады Киза

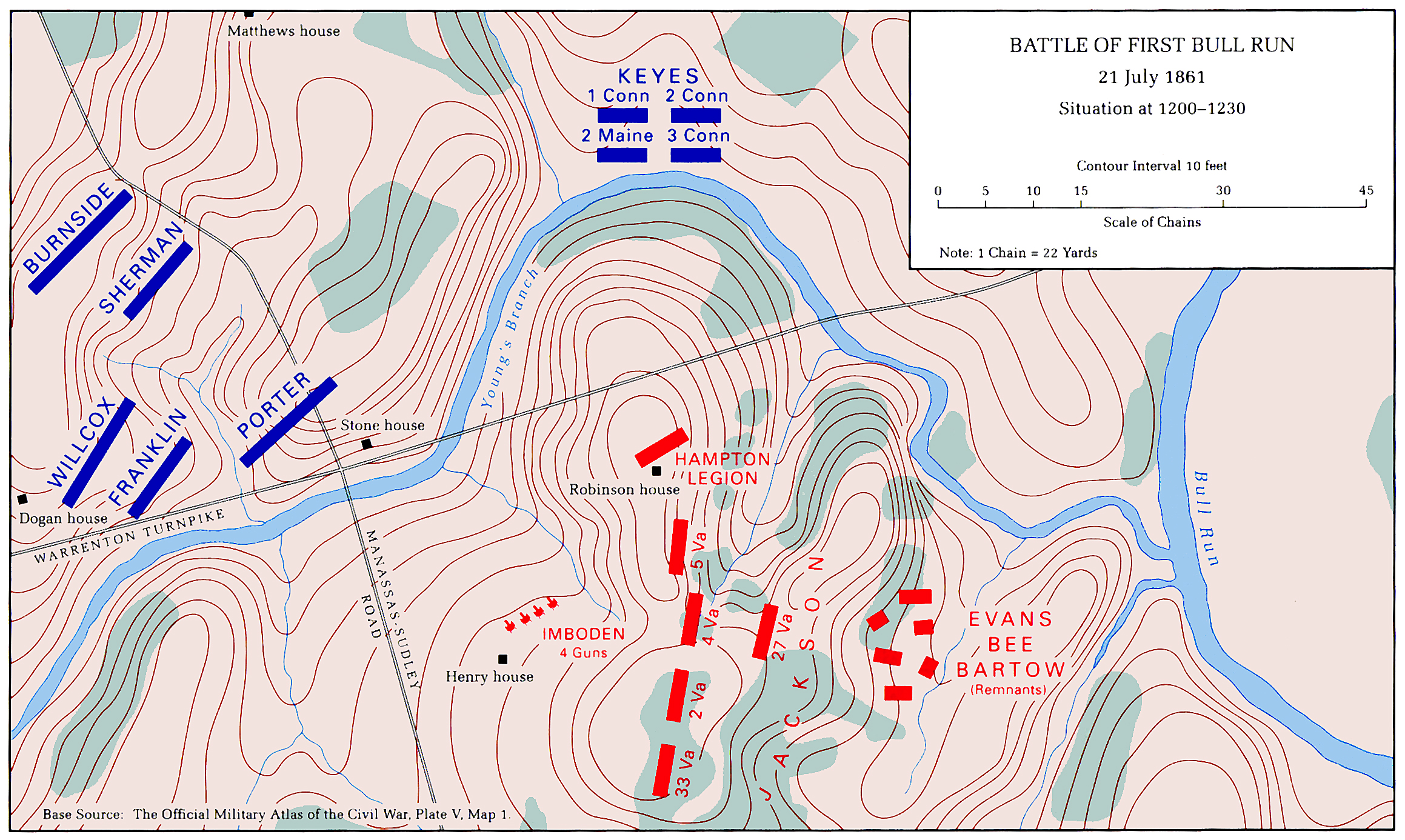
Положение сторон в 12:00 — 12:30, перед атакой Киза

Бригада полковника Киза перешла Каменный мост вслед за бригадой Шермана и в 12:30 встала на высотах севернее Уоррентонской дороги, фронтом на юг, в направлении холма Генри. Эта позиция позволяла ему атаковать фланг противника, но Киз не осознал этого. Его командир, Тайлер, заметил орудия Джексона на холме Генри и приказал Кизу захватить их. И Киз, и Тайлер могли заметить пехоту южан, но они не имели представления о расположении противника и не поняли, что перед ними самое слабое место обороны противника. Поэтому Киз послал в наступление только два полка, 2-й Мэнский и 3-й Коннектикутский. Оба полка спустились в низину ручья Янг-Брэнч, отбросили небольшой кавалерийский отряд, перешли ручей и встали у подножия холма Генри, напротив позиций легиона Хэмптона.

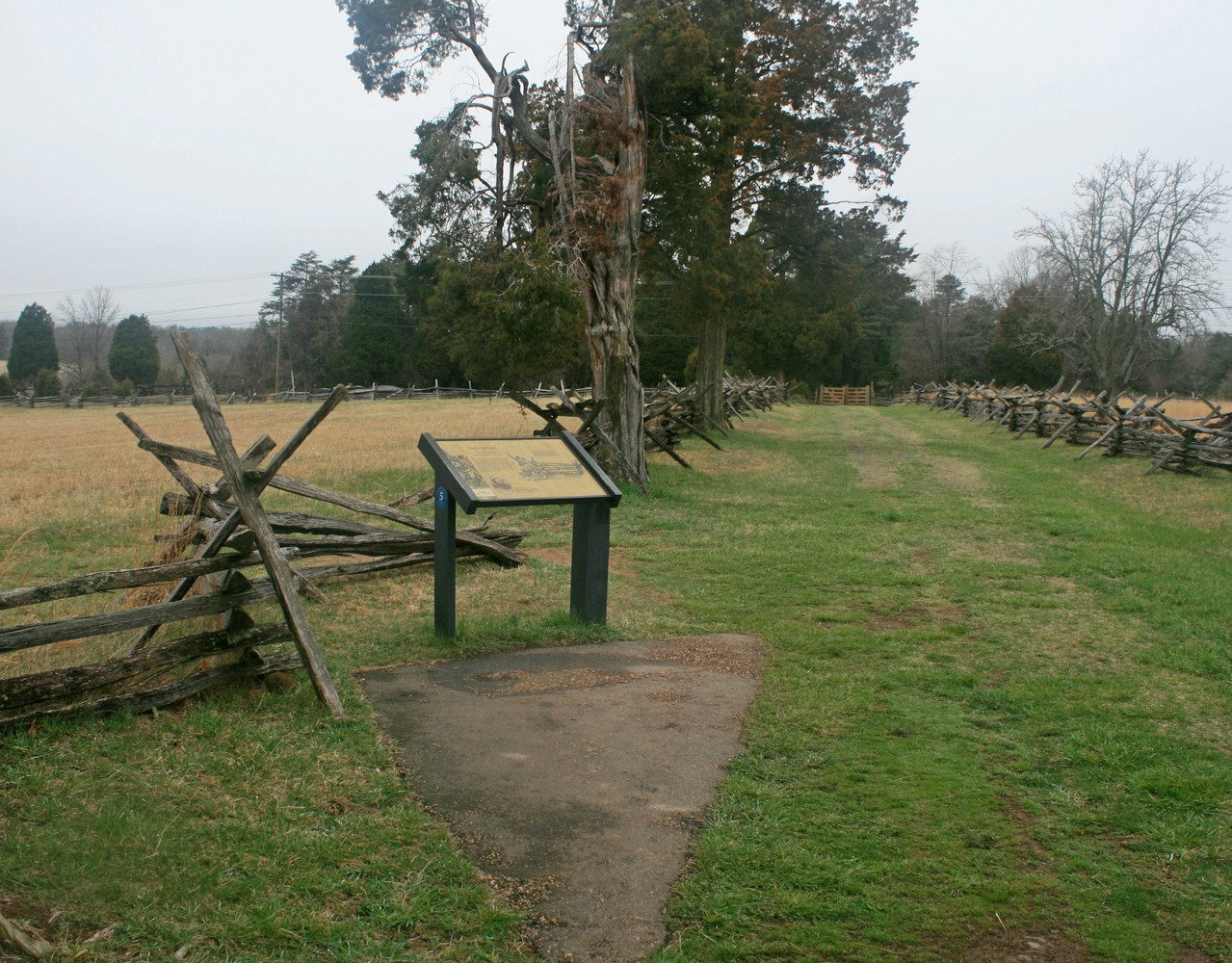
Робинсонс-Лэйн

Киз разместил 2-й Мэнский полк слева, а 3-й Коннектикутский справа, заняв фронт шириной в 400 метров, и начал наступление в направлении дома Робинсона. Метров через 100 полки попали под огонь южнокаролинцев Хэмптона, но фронт бригады Киза был значительно шире. «Мы были почти окружены, — вспоминал потом Хэмптон, — противник подступил к нам с трёх сторон, генералы Би и Эванс оба советовали мне отойти». Хэмптон оставил одну роту у подножия холма, а остальные роты отвёл назад, к дому Робинсона, заняв промежуточную позицию на дороге, ведущей от тракта к этому дому, которая известна сейчас как Робинсонс-Лэйн. Здесь на помощь Хэмптону пришли полковник Кентон Харпер и его 5-й Вирджинский пехотный полк. Кое-какие части привёл генерал Би. Всего у дома Робинсона южанам удалось собрать около 1100 человек.
Наступление Киза поставило Хэмптона в тяжёлое положение, и ему пришлось постепенно отступать к дому Робинсона и прилегающим зданиям. В какой-то момент коннектикутский полк захватил дом Робинсона, но 5-й Вирджинский сумел его отбить. Киз решил, что плотный огонь противника может полностью уничтожить его полки, и приказал отступать к Уоррентонской дороге, а затем и за Янг-Брэнч. Фактически он оставался в тылу противника ещё пару часов, но не предпринимал попыток атаковать. Атака Киза стала большим упущенным шансом для северян. Возможно, Макдауэлл осознавал потенциал атаки с этого направления, но он даже не знал о том, что Киз начал наступать. Таким образом, северян подвело отсутствие координации между частями.

### Сражение за холм Генри

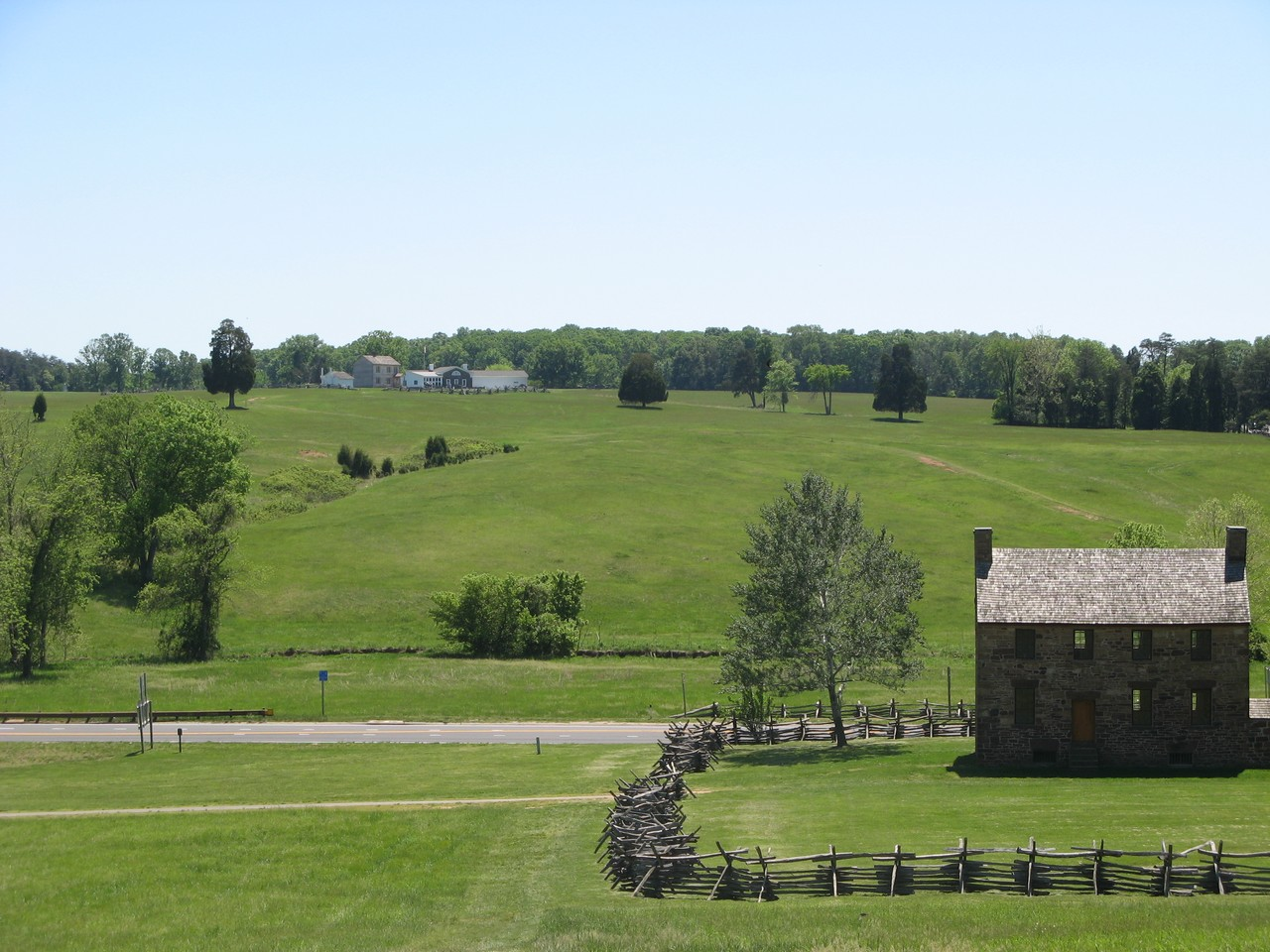
Каменный дом, ручей Янг-Брэнч, холм Генри и дом вдовы Генри (вид с холма Мэтьюз)

Около 14:00, после двух часов колебаний, генерал Макдауэлл решил начать наступление на холм Генри. Он приказал командующему артиллерией (майору Уильяму Барри) снять батареи Рикеттса и Гриффина с Доганс-Ридж и отправить их на Генри-Хилл. План Макдауэлла вообще не подразумевал пехотного наступления. Он даже не подумал о пехотном прикрытии батарей. Вероятно, он хотел проверить артиллерией позиции противника перед общей атакой, хотя ничто не указывает на то, что он замышлял такую атаку. Получив этот приказ, Риккеттс и Гриффин стали возражать: они сочли рискованным придвигать батареи так близко к пехоте противника.
Майор Барри всё же позаботился о пехотном прикрытии: он распорядился отправить на холм Генри 14-й Бруклинский полк, батальон морских пехотинцев, 1-й Миннесотский, 11-й Нью-Йоркский и 38-й Нью-Йоркский. Гриффин между тем ещё раз напомнил Барри, что нельзя отправлять артиллерию на холм Генри без пехотного прикрытия. Узнав о том, что на холм отправлены пехотные полки, он предложил развернуть их в линию, дать артиллерии возможность развернуться за пехотой, чтобы затем пехота отступила за батареи, но Барри не дал согласия на такой манёвр. Тогда Гриффин предложил вместо холма Генри развернуть артиллерию на высоте Чинн-Ридж, где она была бы в безопасности даже в случае, если пехота не справится со своей миссией прикрытия. Барри ответил, что приказано идти на холм Генри, причём артиллерия должна идти в авангарде. Гриффин ещё раз высказал своё сомнение в том, что «Огненные зуавы» (11-й Нью-Йоркский) смогут прикрыть батареи. «Как бы то ни было, таков приказ Макдауэлла», ответил Барри. «Я пойду туда, — сказал Гриффин, — но помяните мои слова, они нас не прикроют».
Исследователь Гарри Шрекенгорст писал, что если бы замысел Гриффина был реализован, то дивизии Тайлера и Хейнцельмана имели бы все шансы разбить южан на холме Генри. По его мнению, разумно было бы разместить батареи Рейнольдса, Гриффина и Рикеттса на холме Мэтьюз и высоте Чинн-Ридж, откуда федеральная артиллерия могла бы накрыть холм Генри перекрёстным огнём, используя преимущество в дальнобойности. В то же время дивизия Тайлера могла бы атаковать холм с востока, дивизия Хейнцельмана с юга, а дивизия Хантера — с запада. При таком развитии событий сражение с большой вероятностью было бы выиграно, Ричмонд бы пал, и война была бы завершена.

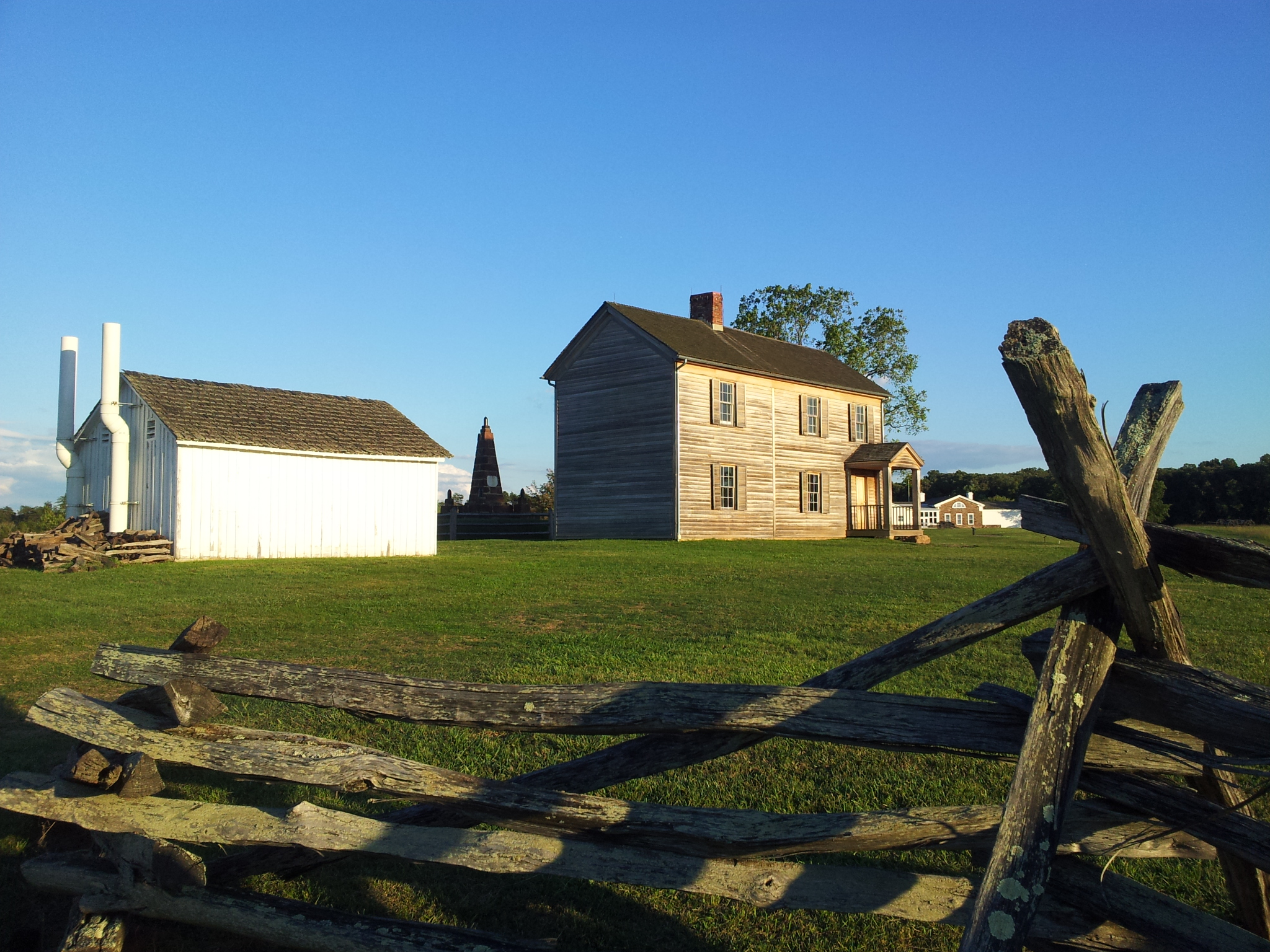
Дом вдовы Генри, реконструкция

Выполняя приказ, все 11 федеральных орудий снялись с позиции на Доган-Ридж, спустились в низину ручья Янг-Брэнч, миновали Каменный дом, перешли ручей по броду и поднялись вверх по дороге Садли-Роуд. На вершине холма они свернули влево, разобрали ограждение дороги и заняли позицию в 350 метрах от пехоты Джексона. Артиллеристы сразу попали под огонь снайперов, засевших в доме Генри, который был всего в 60 метрах от их левого фланга. Рикеттс дал несколько залпов по дому. В доме в это время находилась вдова Юдит Генри (84 года), её дочь Элен, сын Джон и чернокожая наёмная служанка Люси Гриффит. Люси пряталась под кроватью вдовы, а Элен в очаге. Картечный залп орудий Рикеттса нанёс несколько ранений вдове, при этом ей почти отсекло ногу. Она умерла в тот же вечер и стала первым гражданским лицом, погибшим в сражении Гражданской войны. Люси была ранена в руку, а Элен впоследствии потеряла слух. Разобравшись со снайперами, Рикеттс приказал всем шести своим 10-фунтовым «Парротам» открыть огонь по линии Джексона. В то же время батарея Гриффина встала левее, за домом Генри, и присоединилась к обстрелу.
11-й Нью-Йоркский пехотный полк — «Огненные зуавы» — встал позади орудий Рикеттса. Морские пехотинцы встали левее, а 1-й Миннесотский правее. 14-й Бруклинский задержался у переправы через Янг-Брэнч, а 38-й Нью-Йоркский поднялся на холм и встал левее дома Генри, где оказался даже раньше, чем батарея Гриффина. Развернулась ожесточённая орудийная перестрелка на короткой дистанции. Генерал Джексон разъезжал вдоль своей пехотной линии, повторяя: «Всё хорошо…» «Он казался очень спокойным, — вспоминал рядовой 5-го Вирджинского, — и мы решили, что действительно всё в порядке и что обычно сражения так и выглядят».
Артиллерия Рикеттса вела огонь уже около 20 минут, когда генерал Хейнцельман решил двинуть пехоту вперёд. По его приказу в 15:00 федеральные полки на холме Генри начали наступать, проходя через позицию батарей. Все три полка выдвинулись одновременно: 1-й Миннесотский и 11-й Нью-Йоркский шли правее дома Генри, а 38-й Нью-Йоркский левее. 1-й Миннесотский приблизился к пехотной линии южан, но некоторым офицерам показалось, что они видят впереди федеральный флаг. К Миннесотскому полку приблизился подполковник 2-го Миссисипского, Бартли Бун, и спросил, кто они такие. Узнав, что перед ним южанин, капитан Уилкинс велел ему сдаться в плен. Соседний 11-й колебался недолго и начал атаку, сразу попав под залп 33-го Вирджинского, который, однако, был дан слишком высоко. Завязалась перестрелка, и поле заволокло густым дымом. Федеральные полки успели сделать 4 или 5 залпов, после чего постепенно, рота за ротой, стали отходить, и офицерам не удавалось навести порядок в их рядах.

### Бегство «Огненных зуавов»

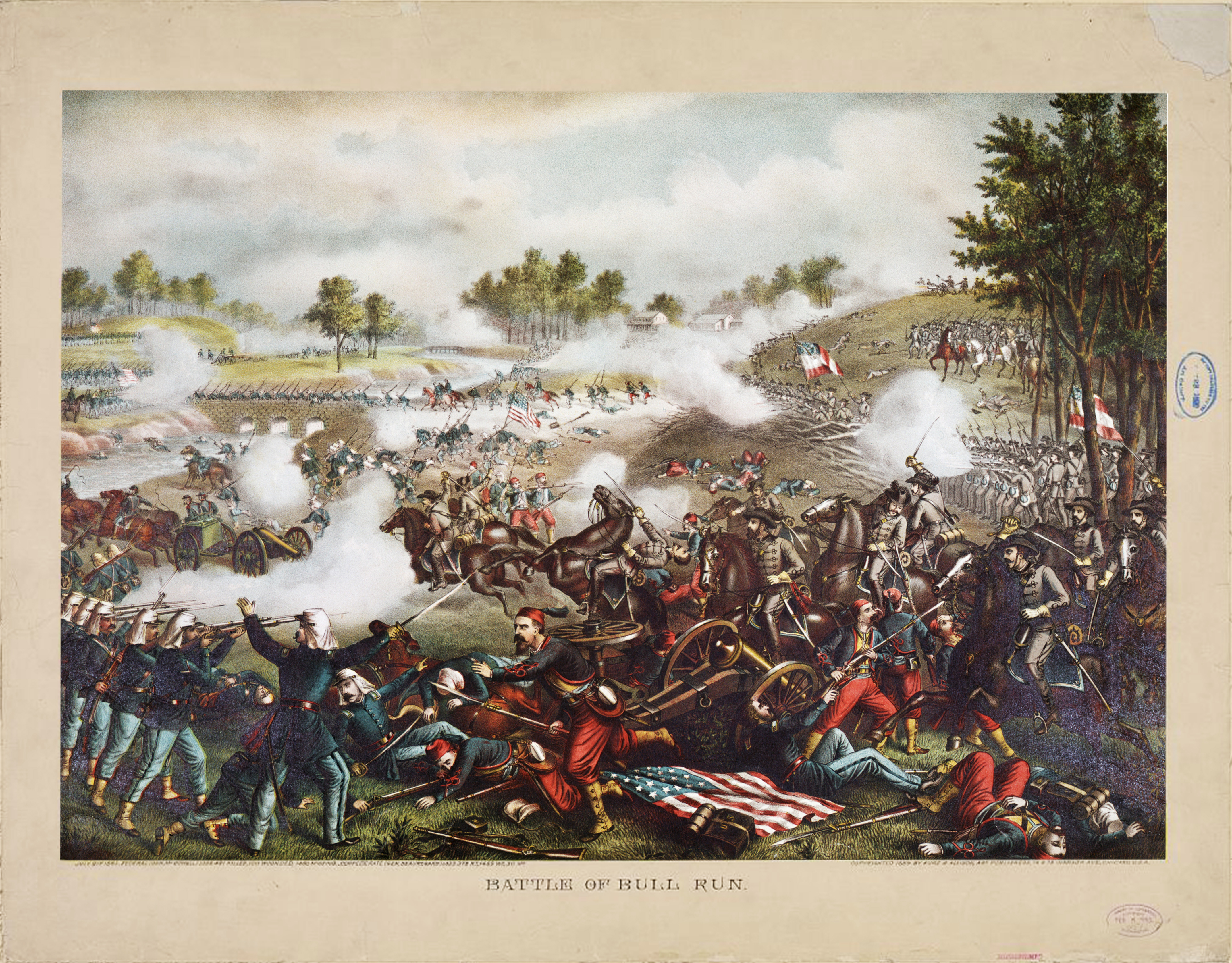
Кавалерия юга атакует зуавов

Когда 11-й Нью-йоркский полк отступал с холма Генри, рядом появилась кавалерия Джеба Стюарта, численностью около 150 человек. Двигаясь по Садли-Роуд, Стюарт случайно вышел прямо на правый фланг зуавов. Как часто случалось в тот день, Стюарт принял их за своих и крикнул: «Не отступать, парни, мы уже рядом!», но ньюйоркцы не обратили на него внимания. Уильям Блэкфорд потом вспоминал, что Стюарт спросил его, чей это полк, и Блэкфорд ответил, что он не знает, но слышал, что в армии Борегара есть полк зуавов. Стюарт приблизился и, увидев знамёна полка, приказал кавалерии атаковать. Кавалерия рванулась в атаку колонной по четыре с дистанции в 70 метров, а с 30 метров развернулась влево, обрушившись на противника широким фронтом. Кавалеристы успели дать залп, но не очень точный, а зуавы дали залп в ответ. Каждая сторона впоследствии утверждала о серьёзных потерях противника.
Кавалерия прорвалась сквозь ряды зуавов, сгруппировалась для повторной атаки, но ньюйоркцы отступили под прикрытие леса. Стюарт потерял 9 человек убитыми и примерно 18 лошадей. Впоследствии он утверждал, что его атака окончательно деморализовала зуавов и посеяла панику во всей армии противника. Зуавы утверждали, что они легко опрокинули и рассеяли атакующих. В реальности зуавы и 1-й Миннесотский полк понесли незначительные потери, но действительно были выведены из строя до конца сражения. Всего за 20 минут боя на холме Генри и в столкновении с кавалерией каждый полк потерял по 40 человек — это были рекордные потери среди федеральных полков. В последующие годы 1-й Миннесотский прославился под Геттисбергом, а 11-й Нью-Йоркский скомпрометировал себя так, что был расформирован.

### «Каменная стена»

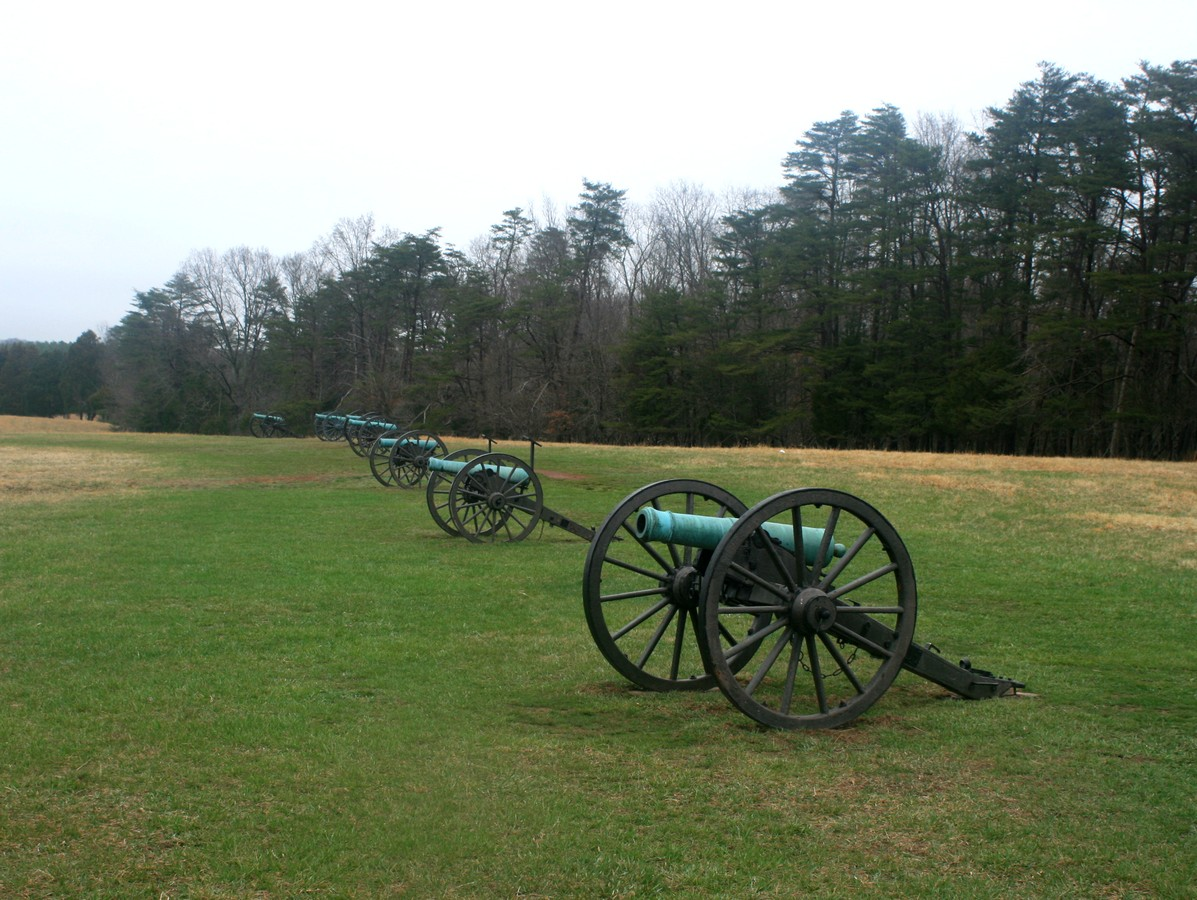
Орудия Джексона

В это время, между 14:00 и 15:00, на холм Генри постепенно прибывали подкрепления южан. На помощь Джексону был послан 49-й Вирджинский пехотный полк из бригады Кука, а затем только что прибывший на поле боя 6-й Северокаролинский пехотный полк. Одновременно разбитые на холме Мэтьюз полки понемногу формировались в небольшие батальоны. Генерал Бернард Би нашёл остатки своего 4-го Алабамского. «Вот и всё, что осталось от моей бригады, — сказал он, — пойдёте ли вы за мной туда, где идёт сражение?» Алабамцы ответили: «Да, генерал, мы пойдём, куда скажете и сделаем, что скажете». Тогда Би ответил фразой, известной в нескольких вариантах: «Вон стоит Джексон, как каменная стена. Идём к нему на помощь» (вариант: «Там Джексон, стоит как каменная стена. Давайте умрём здесь, и тогда мы победим. Следуйте за мной!»). Считается, что именно так образовалось прозвище Джексона — «Stonewall» (Каменная стена). Сохранилось 4 воспоминания об этом событии, которые не во всём совпадают, но из них, по мнению историка Хеннесси, следует, что историческая фраза была произнесена именно в этот момент.
Традиционно в популярной литературе произнесение этой фразы относят к более раннему моменту — обычно к самому началу сражения на холме Генри. Так это событие было впервые описано в чарльстонской газете «Mercury». Почти точный пересказ из «Mercury» изложен Кирилом Малем в русскоязычной книге «Гражданская война в США» и в биографии Джексона авторства Джеймса Робертсона.

### Атака Каммингса

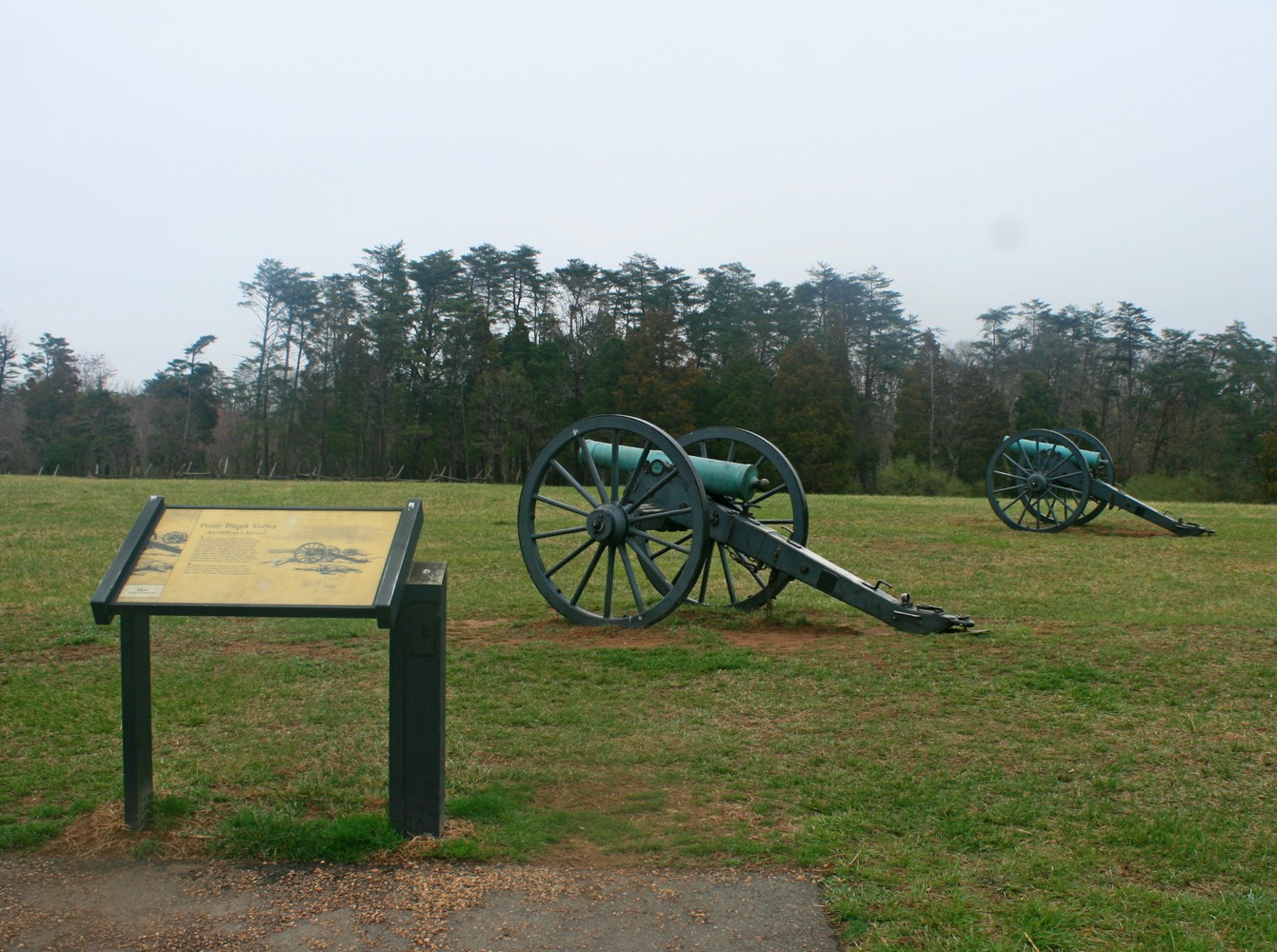
Гаубицы Гриффина

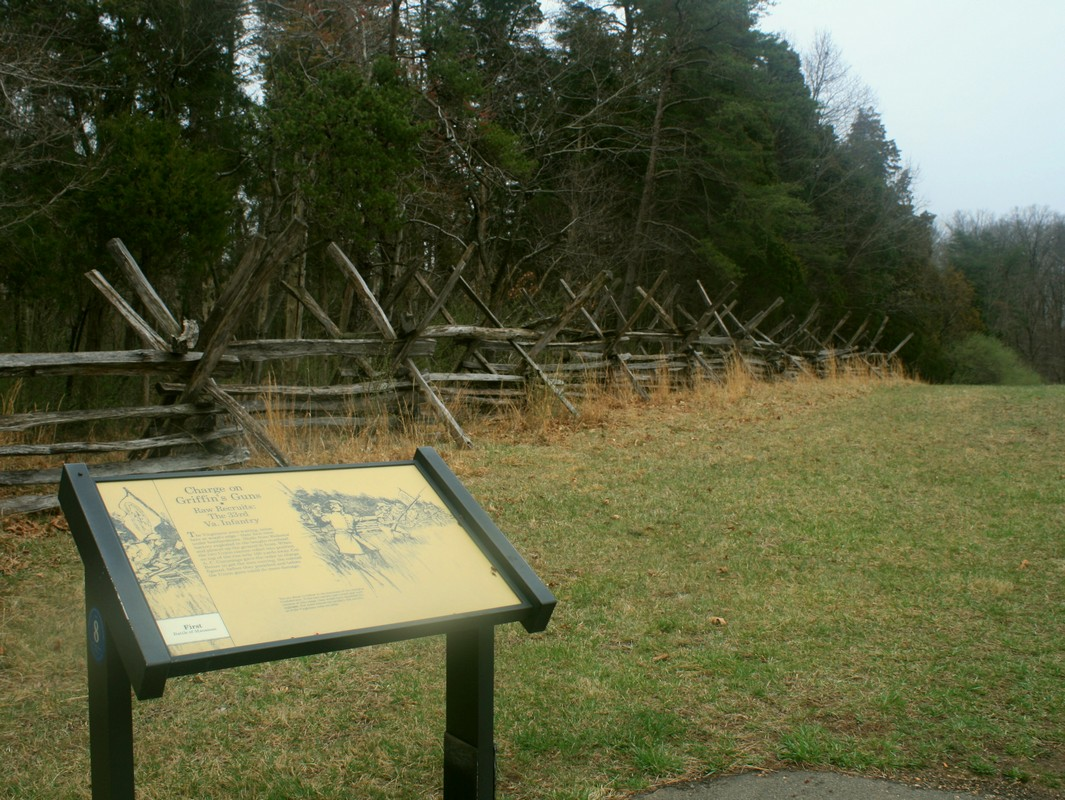
Полоса леса, из которой Каммингс повёл полк в атаку

Отступление пехоты северян сразу поставило их артиллерию в тяжёлое положение. Батарея Рикеттса потеряла всех лошадей, и он уже не мог уйти с позиции. Лошади батареи Гриффина уцелели, и лейтенант Чарльз Хэзлетт предложил отступить, но Гриффин понимал, что тем обрекает на гибель артиллерию Рикеттса. Поэтому он принял другое решение: приказав Хэзлету остаться на месте с тремя «Парротами», сам взял две 12-фунтовые гаубицы, спустился к дороге Садли-Роуд, вышел на правый фланг Рикеттса и установил гаубицы там. Остатки 11-го Нью-Йоркского прикрывали эту позицию. Всего в 200 метрах от гаубиц в лесу стоял 33-й Вирджинский пехотный полк, и его командир, полковник Артур Каммингс, заметил появление Гриффина. Он понял, что его полк может не выдержать огня гаубиц, и решил атаковать. В этот момент рядом появились 450 человек 49-го Вирджинского полка, которых вёл полковник Уильям Смит, бывший губернатор Виргинии. Борегар приказал ему прикрыть левый фланг 33-го.
Гриффин успел сделать два залпа, когда заметил полк Смита. Он развернул в сторону вирджинцев два орудия, зарядив их картечью. Однако его командир, майор Бэрри, принял вирджинцев (которые носили голубую униформу) за дивизию Хейнцельмана, поэтому велел развернуть орудия в прежнем направлении и перезарядить их ядрами. «Это конфедераты, — возразил Гриффин, — ясно, как день, что это конфедераты!» Бэрри ответил: «Нет, капитан, это ваше пехотное прикрытие!» Вирджинцы между тем подошли к батарее на 70 метров и дали залп по артиллеристам. «На этом для нас всё кончилось, — сказал Гриффин на следствии, — нас всех скосило огнём». В тот же самый момент в атаку пошёл полк Каммингса. «Это была атака, какой не видала прежняя регулярная армия, — вспоминал потом Каммингс, — пусть и в не очень регулярном стиле». Федеральные артиллеристы бежали, остатки зуавов тоже отступили. Вирджинцы захватили орудия, добившись первого явного успеха в тот день.
Впоследствии историки часто называли эту атаку поворотным моментом всего сражения. Однако Джон Хеннесси писал, что это был лишь первый успех, который вполне мог стать временным.
33-й и 49-й оказались полностью дезорганизованы атакой. Каммингс попытался привести боевую линию в порядок, но в этот момент со стороны дороги Садли-Роуд подошёл 14-й Бруклинский. Приблизившись на 100 метров, ньюйоркцы открыли огонь, который сразу же заставил вирджинцев отступить. 14-й Бруклинский бросился вперёд и отбил гаубицы Гриффина. Отступающие вирджинцы расстроили ряды 2-го Вирджинского полка, который тоже стал отходить. Весь левый фланг обороны Джексона теперь рушился.
В рапорте Джексон так описал атаку Каммингса: «…одна из его (противника) батарей оказалась так близко от полковника Каммингса, что попала в его руки в результате храброй атаки его полка; однако, попав под сильный мушкетный огонь, он вынужден был оставить батарею».

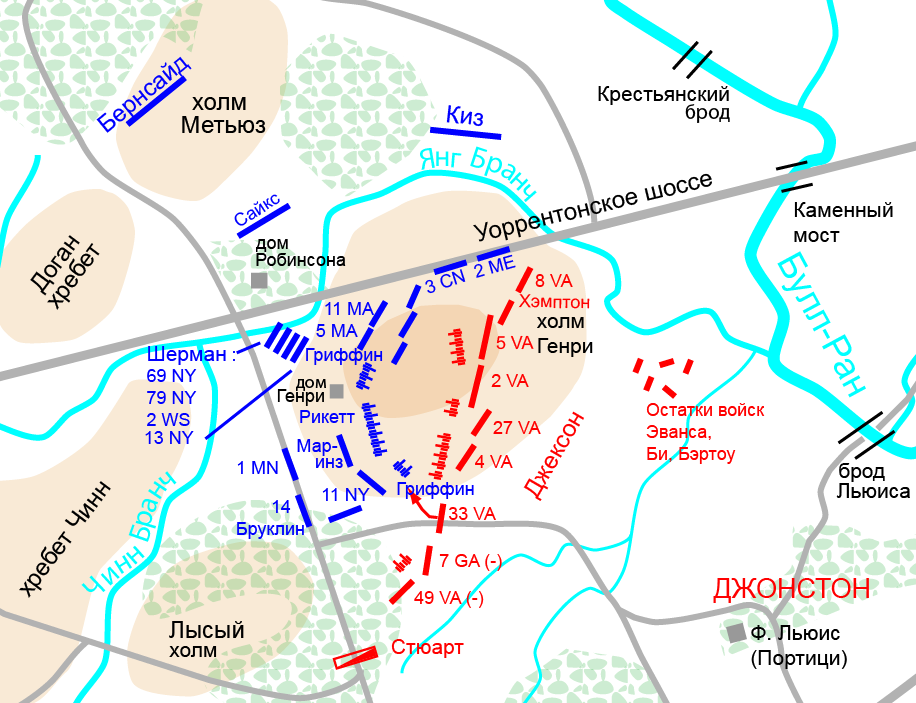
Положение сторон во время атаки Каммингса

### Контратака Джексона

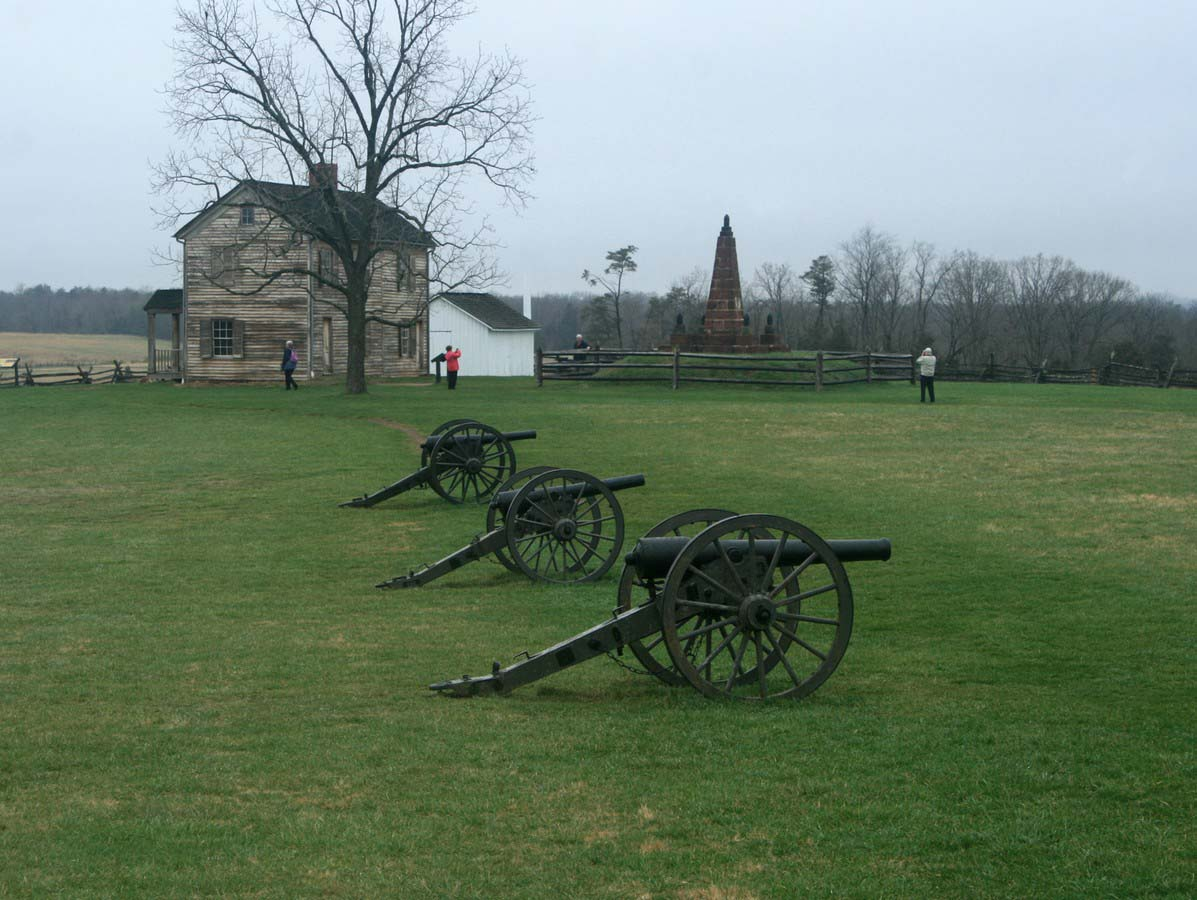
Орудия Рикеттса и дом Генри

Атака 14-го Бруклинского полка опрокинула 33-й, 49-й и 2-й Вирджинские. Однако, к счастью для Джексона, густой дым дезориентировал ньюйоркцев. Вместо того, чтобы преследовать бегущих, они переключили своё внимание на артиллерию и с криками бросились к орудиям противника. Джексон обратился к 4-му и 27-му Вирджинским полкам со словами: «Не стреляйте, пока они не подойдут на 50 ярдов. И вот тогда стреляйте и атакуйте их штыками. И когда пойдёте в атаку, орите как фурии». Залп вирджинских полков остановил 14-й Бруклинский и расстроил его ряды. Ньюйоркцы выровняли ряды и снова пошли в атаку, но снова были отброшены. Они в третий раз пошли в атаку, но снова были отброшены и стали отступать. Это наступление нью-йоркского полка показало Джексону, что его батареи в опасности, и он приказал отвести орудия в тыл. Одновременно он сказал 4-му и 27-му: «Сейчас мы атакуем их и отбросим к Вашингтону!» По его приказу полки бросились вперёд к орудиям Рикеттса. Сам Рикеттс уже был ранен к этому моменту. Артиллеристы дали несколько залпов картечью и обратились в бегство. Вирджинцы прорвались к орудиям.
Когда Джексон атаковал орудия Рикеттса, ему на помощь пришли некоторые другие подразделения. Фрэнсис Бартоу повёл в атаку часть 7-го Джорджианского полка. Во время атаки пуля попала ему в грудь и сбросила с лошади. «Они убили меня, — сказал он, — но, парни, ни за что не отдавайте им поля!» Левее Джексона к атаке присоединились 2-й Миссисипский и 49-й Вирджинский. Полковник Чарльз Фишер привёл 6-й Северокаролинский, который открыл винтовочный огонь по батарее Гриффина. «Полковник, может, нам атаковать?», — спросил Исаак Эвери, и Фишер согласился; его полк бросился вперёд и захватил гаубицы. Фишер решил выровнять ряды и продолжить атаку, но в этот момент был убит. Его полк попал под плотный огонь и стал отходить.
Было около 15:30. Несмотря на отступление 6-го Южнокаролинского, 8 из 12 федеральных орудий оставались в руках южан, а ещё три покинули поле боя. Макдауэлл решил вернуть потерянные орудия. По мнению историка Хеннесси, он думал не столько о реальной ситуации на поле боя, сколько о возможной реакции общественности — при любом исходе сражения утрата орудий могла вызвать негативную реакцию в обществе. Однако и офицеры на поле боя понимали необходимость возврата орудий. Первую попытку предпринял 1-й Мичиганский полк Орландо Уилкокса. Полк открыл огонь из-за ограды Садли-Роуд, а потом пошёл в атаку, но попал под плотный огонь и отступил обратно на дорогу. Тогда в атаку пошёл небольшой батальон, вероятно, собранный из остатков 14-го Бруклинского и «Огненных зуавов». Вирджинцы Джексона отбили и эту атаку.
Орудия Рикеттса относились к бригаде Уильяма Франклина, и теперь в наступление пошла эта бригада: Франклин послал в бой 5-й и 11-й Массачусетские полки. Они прошли по выемке Садли-Роуд, мимо толп раненых и отступающих, и встретили кавалерийский отряд, который проскакал мимо с криками: «Уходите отсюда, а то чёрная кавалерия разделается с вами!» За кавалерией следовали отступающие орудия Рикеттса, которые пришлось пропускать, и в итоге порядки полков расстроились, и офицерам пришлось приложить много усилий, чтобы построить их к бою. Франклин приказал атаковать. Полки вышли на край плато холма Генри. 5-й Массачусетский наступал на левом фланге; он сразу попал под огонь южан, стоявших у дома Генри, и сразу отступил. 11-й Массачусетский наступал правее, и его наступление шло удачнее: он дал несколько залпов по вирджинцам и заставил их отойти. Полк бросился вперёд и захватил орудия. Рядовые попытались оттащить их в тыл, но офицеры вернули их в строй, чтобы сохранить боевую линию.
Было уже 16:00, и на поле боя пришли новые подразделения южан: бригада Джубала Эрли, два полка бригады Бонэма, бригада Кирби Смита и несколько полков бригады Кока. Они подходили к ферме Портичи, откуда Джонстон переправлял их Борегару, а тот направлял их на холм Генри. Борегар также пытался вернуть в строй ранее задействованные части. Когда вирджинцы Джексона отступили от орудий, Борегар собрал остатки 5-го Вирджинского и легиона Хэмптона и направил их в бой. Легиону он приказал занять дом Генри, а 5-й Вирджинский он лично повёл в атаку на орудия. Массачусетский полк у батарей попал под их огонь и отступил. Вирджинцы бросились к орудиям и захватили их.
В это время генерал Би нашёл несколько рот 4-го Южнокаролинского и 2 роты 2-го Миссисипского полков. «Ребята, вон там позиция, которую важно удержать, — сказал он, — быстро идите туда и помогите держать её». Он сам повёл их в бой, но встретил отходящие орудия Джексона, и его отряд расступился, пропуская их. Би остался с отрядом в 100 человек. Этот отряд он повёл туда, где стояли крайние правые орудия Рикеттса, но попал под обстрел и был смертельно ранен. Би умер на следующий день и стал самым высокоранговым офицером, погибшим в этом бою.

### Атака Шермана

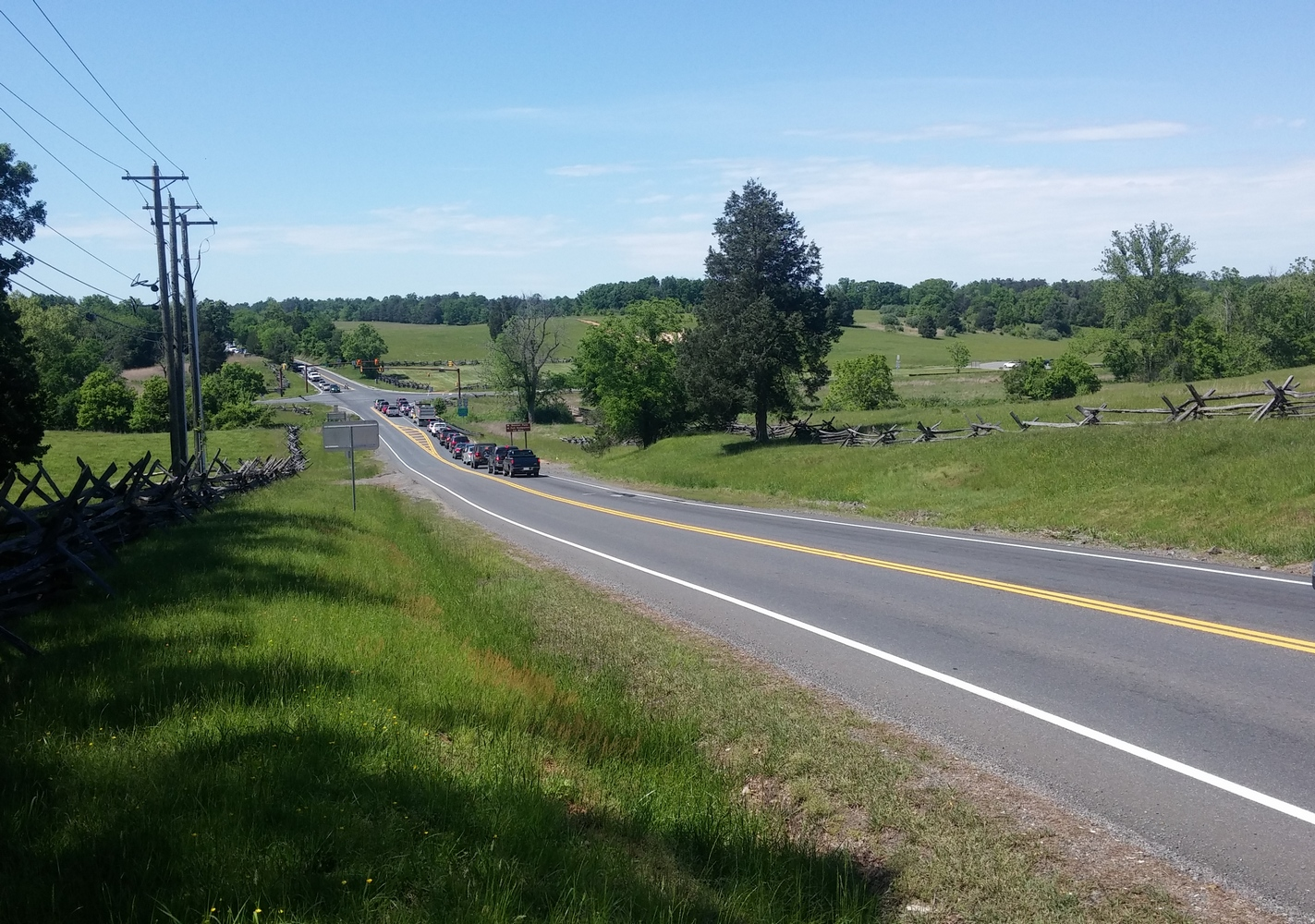
Выемка дороги Садли-Роуд

К этому моменту Макдауэлл бросил в бой уже 13 тысяч человек из своих 18 тысяч, и в его распоряжении остались всего две свежие бригады: Оливера Ховарда и Уильяма Шермана. Ховарду было приказано пойти в обход через хребет Чинн-Ридж, а Шермана послали прямо на холм Генри. Его бригада ещё в 11:30 перешла Булл-Ран и с тех пор ждала приказов. В 14:30 Макдауэлл приказал ей «присоединиться к преследованию противника». Шерман поставил впереди 13-й Нью-Йоркский пехотный полк, а за ним, один за другим, 2-й Висконсинский, 79-й Нью-Йоркский и 69-й Нью-Йоркский. Они спустились вниз по склону холма Бак-Хилл, перешли Уоррентонскую дорогу и Янг-Брэнч и втянулись в выемку дороги Садли-Роуд, которая была к этому времени заполнена убитыми и ранеными. Разместив бригаду на дороге, Шерман отправил 13-й Нью-Йоркский влево, вверх по склону, к дому Генри.
13-й подошёл к дому Генри на 70 метров, залёг и открыл огонь. С ним вступил в перестрелку полк Хэмптона, и бой продолжался около получаса. Шерман же решил посылать полки в бой не общим фронтом, а один за другим. Каждый полк выходил из выемки дороги и поднимался на холм Генри к орудиям Рикеттса. Первым пошёл 2-й Висконсинский, но он был одет в серую форму, и по нему дали залп свои же. Полк всё же вышел к дому Генри, но растерялся, приняв мелькающий впереди флаг противника за федеральный. После нескольких выстрелов полк стал в беспорядке отступать к Садли-Роуд, где его снова приняли за противника, и 69-й Нью-Йоркский дал по нему залп.

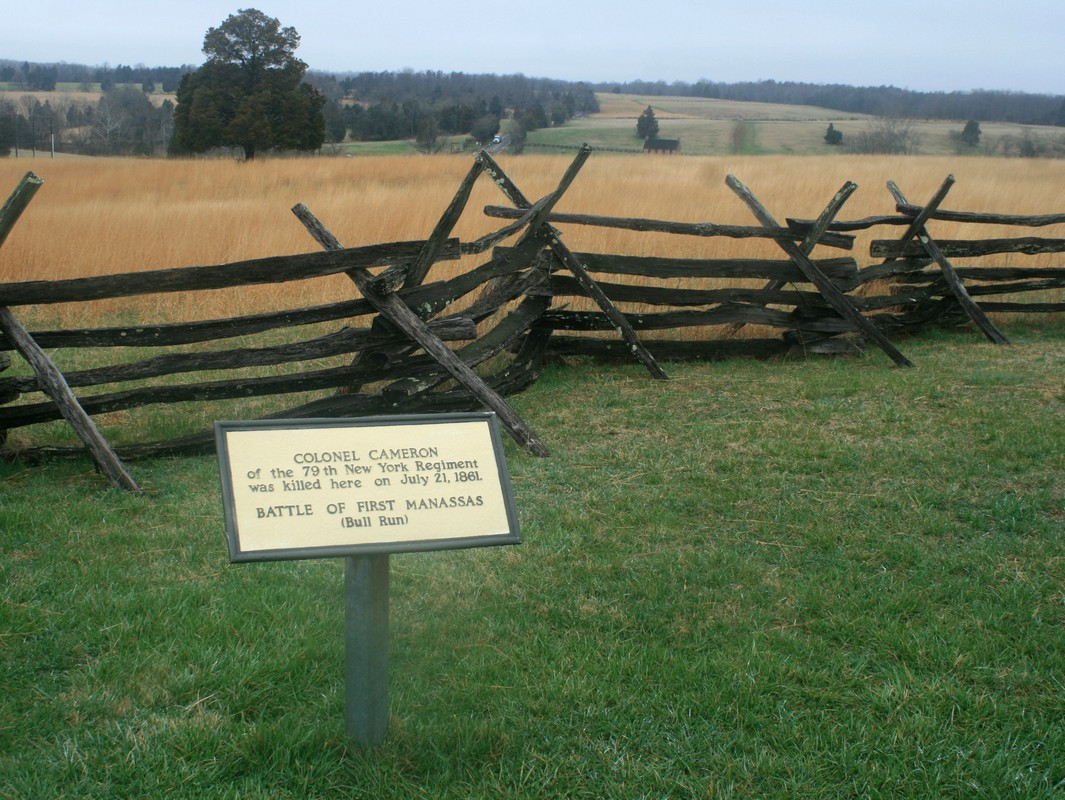
Место гибели полковника Кэмерона

Следом за Висконсинским полком на холм пошёл 79-й Нью-Йоркский пехотный полк полковника Джеймса Кэмерона. Он поднялся на холм через обломки орудий, передков и зарядных ящиков, сразу попал под винтовочный залп и несколько минут вёл перестрелку, в ходе которой полковник Кэмерон был смертельно ранен. И снова кому-то показалось, что впереди виден федеральный флаг, и раздались крики прекратить огонь, и несколько минут полк не мог решить, стрелять или нет. За это время южане дали по ним ещё один залп, который заставил полк в беспорядке отступать к Садли-Роуд.
Вирджинцы и южнокаролинцы удержали позицию у дома Генри, но их силы были на исходе. Хэмптон рискнул контратаковать отступающего к дороге противника, но был ранен в ногу, и командование принял капитан Джеймс Коннер. Он решил быть осторожнее и просто удерживать позицию как можно дольше. Между тем приближалась очередная атака, самая ожесточённая из всех: правее бригады Шермана выдвигался 38-й Нью-Йоркский пехотный полк полковника Хобарта Уорда. Он уже был задействован в бою, но не пострадал. Одновременно на Садли-Роуд появилось несколько федеральных орудий, которые открыли огонь по южанам у дома Генри. Когда 38-й начал наступление, слева от него Шерман послал в бой свой последний полк, 69-й Нью-Йоркский. Наступая в одной линии, ньюйоркцы заставили легион Хэмптона и 5-й Вирджинский отойти от дома Генри. Холм был захвачен, в поле зрения наступающих не осталось никаких частей противника. «В какой-то момент мы оказались полными хозяевами поля боя», — вспоминал подполковник Фарнсворт. Макдауэлл сам прибыл на холм Генри и поздравил полковника Коркорана с победой. Однако положение двух Нью-йоркских полков было сложным: у командования не осталось резервов, чтобы усилить их позицию на холме.
Между тем на помощь Борегару подходили всё новые подкрепления. Первыми подошли 8-й Вирджинский полк Эппы Хантона и 18-й Вирджинский полк Роберта Уитерса. Хантон наступал на дом Генри с востока, а Уитерс с юга. 18-й атаковал 38-й Нью-Йоркский там, где стояли гаубицы Гриффина, и заставил его отойти. 1-й обрушился на 69-й Нью-Йоркский и также отбросил его с холма. 13-й Нью-Йоркский полк ещё держался у дома Генри, но в итоге отступил и он, и все три полка начали отход к Каменному дому. Теперь в распоряжении федерального командования осталась только бригада Оливера Ховарда на холме Чинн-Ридж.

### Контратака

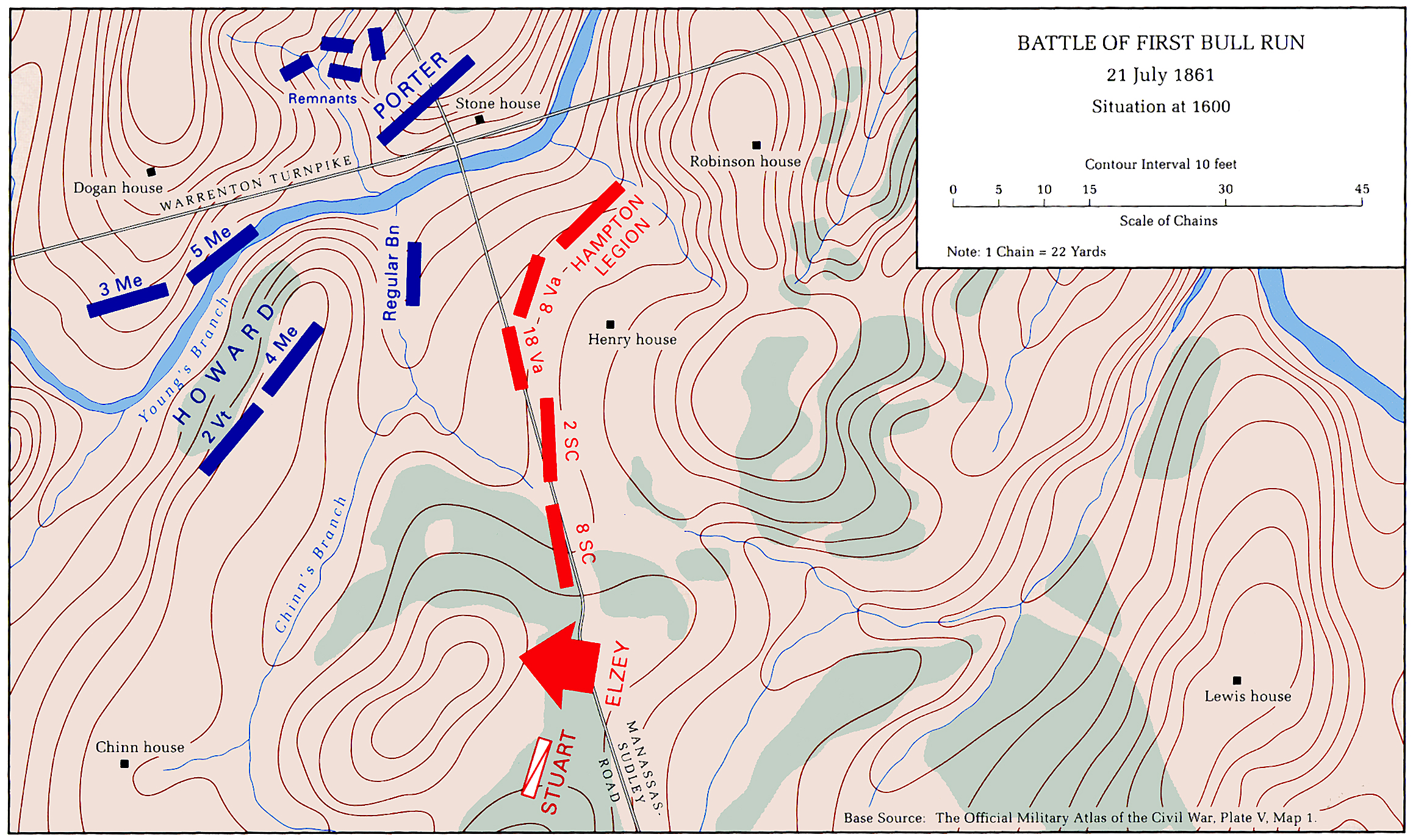
Ситуация на 16:00

Полковник Оливер Ховард получил приказ наступать вскоре после 15:00. Его бригада начала марш с холма Мэтьюз на холм Доган-Ридж, спустилась по его западному склону к Уоррентонской дороге, перешла её и встала у ручья Янг-Брэнч. Здесь Ховард развернул бригаду в две боевые линии: 2-й Вермонтский и 4-й Мэнский полки в первой линии, а 3-й и 5-й Мичиганские полки во второй. Марш под жгучим солнцем не обошёлся без потерь. В некоторых ротах осталось около 8 человек вместо 60-ти. После небольшой паузы у ручья Ховард приказал полкам первой линии подниматься на холм Чинн-Ридж. К этому моменту северяне утратили практически все шансы на победу. Генерал Макдауэлл уже готовился к отступлению и приказал полковнику Майлзу выделить две бригады для прикрытия этого отступления. Одновременно он отправил к холму Генри батальон регуляров под командованием майора Джорджа Сайкса.
В это время, пока Ховард поднимался на Чинн-Ридж, на холм Генри пришли первые два полка бригады Бонэма: 2-й Южнокаролинский пехотный полк полковника Кершоу и 8-й Южнокаролинский пехотный полк полковника Кэша. Северяне были только что выбиты с холма Генри; Кершоу и Кэш пересекли поле у доме Генри, прошли мимо орудий Рикеттса и вышли к дороге Садли-Роуд, где открыли огонь по лесу с западной стороны дороги и по регулярам Сайкса. Вскоре им на помощь подошла батарея Кемпера и развернулась на холме у орудий Рикеттса.
Вслед за этим на холм Генри прибыл последний, самый крупный резерв армии Юга — три полка полковника Арнольда Элзи (за вычетом 13-го Вирджинского полка Эмброуза Хилла) и вся бригада полковника Джубала Эрли. Элзи на тот момент был одним из самых опытных командиров армии, его бригада (1700 человек) была последней бригадой армии Шенандоа, которая успела прибыть на поле боя. При бригаде находился бригадный генерал Эдмунд Кирби Смит, бригада которого осталась на станции Пидмонт, но Смит не хотел пропустить сражение и, как старший по званию, возглавил бригаду, сместив Элзи на уровень командира 1-го Мэрилендского батальона. Прибыв к Манассасу в полдень, бригада прошла 5 миль до штаба Джонстона на вилле Портичи, откуда была направлена на левый фланг армии. Следом шла бригада Эрли, снятая с позиции у брода Маклин-Форд. Бригада Элзи шла вслед за полками Кершоу и Кэша, но Кершоу свернул вправо, а Элзи пошёл прямо, удлиняя фронт Кершоу слева. Двигаясь через лес, бригада встретила небольшой отряд федеральной пехоты, который дал по ней залп. Этими выстрелами был ранен в шею генерал Смит. Он покинул поле боя, и командование снова принял Элзи (сдав батальон подполковнику Джорджу Стюарту).

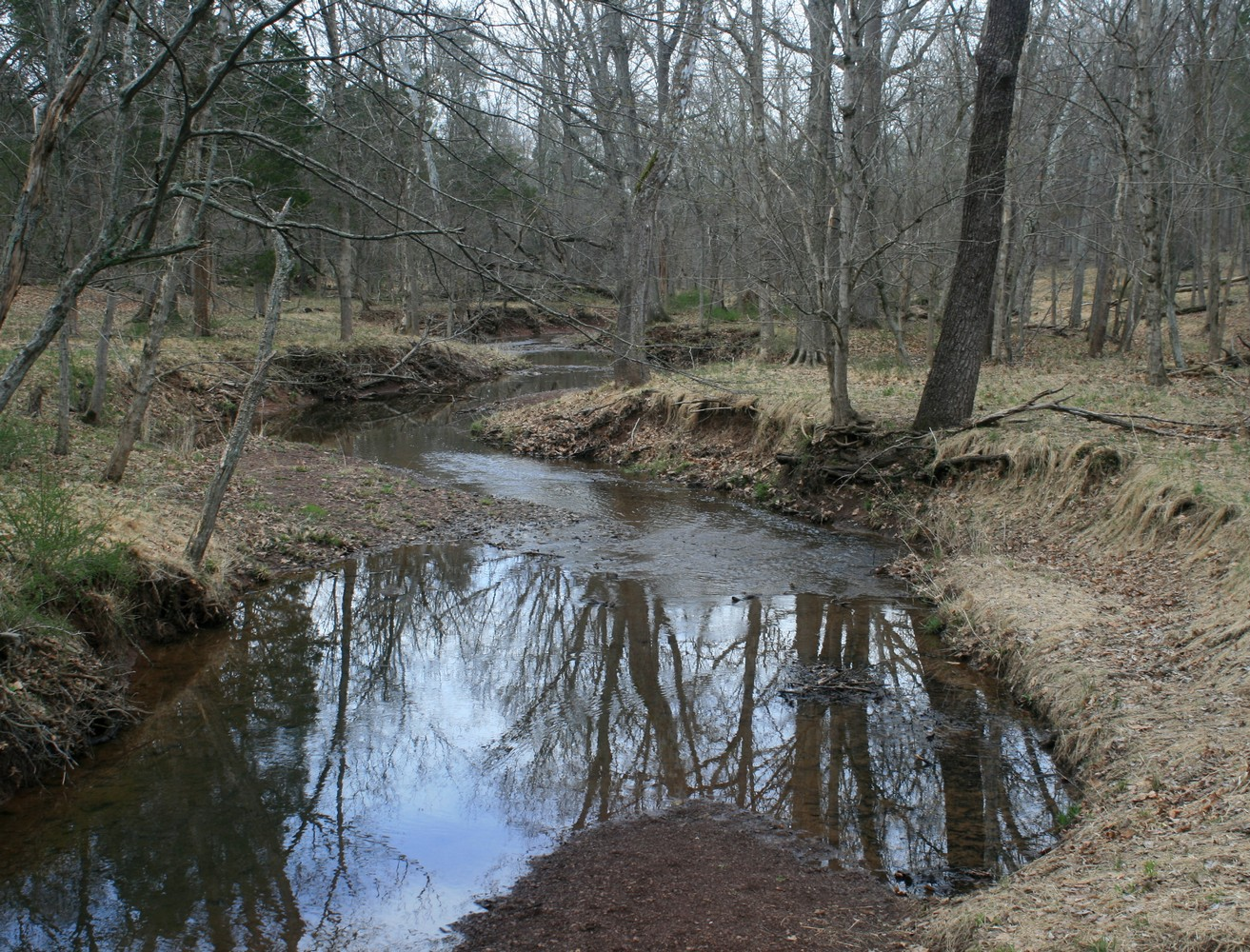
Ручей Чинн-Брэнч

Обеспечив доставку Смита в тыл, Элзи повёл бригаду дальше, за Садли-Роуд, на небольшую высоту Болд-Хилл, где построил бригаду в боевую линию фронтом на север. Однако как только бригада была построена, Элзи заметил северян на холме Чинн-Ридж слева от себя, поэтому развернул бригаду и двинулся в ту сторону, спускаясь в долину ручья Чинн-Брэнч. Рядом оказалась батарея Бэкхама, которую Элзи отправил ещё дальше влево, на Чинн-Ридж, где она развернулась у дома Чинна. В это время на Чинн-Ридж вышли два полка бригады Ховарда — 2-й Вермонтский полк полковника Уайтинга и 4-й Мичиганский полк полковника Берри. Они заметили южнокарлинцев Кершоу и Кэша, стоящих за изгородью дороги Садли-Роуд, и открыли по ним огонь. Перестрелка шла на дистанции в 300 метров без ощутимого эффекта. Бригада Элзи, выстроенная вдоль ручья Чинн-Брэнч, не сразу опознала противника, но как только показались федеральные знамёна, Элзи приказал открыть огонь. К мушкетному огню присоединилась батарея Бэкхама. Ховард вернулся за своими двумя резервными полками (3-м и 5-м Мичиганскими), но застал их в расстройстве и смятении. Половина 5-го Мичиганского необъяснимо исчезла. Собрав то, что осталось, Ховард повёл полки на холм. Его бригада всё ещё не понесла ощутимых потерь, но из-за неразберихи некоторые подразделения начали отступать. Ховард скомандовал общее отступление, надеясь навести порядок в тылу.

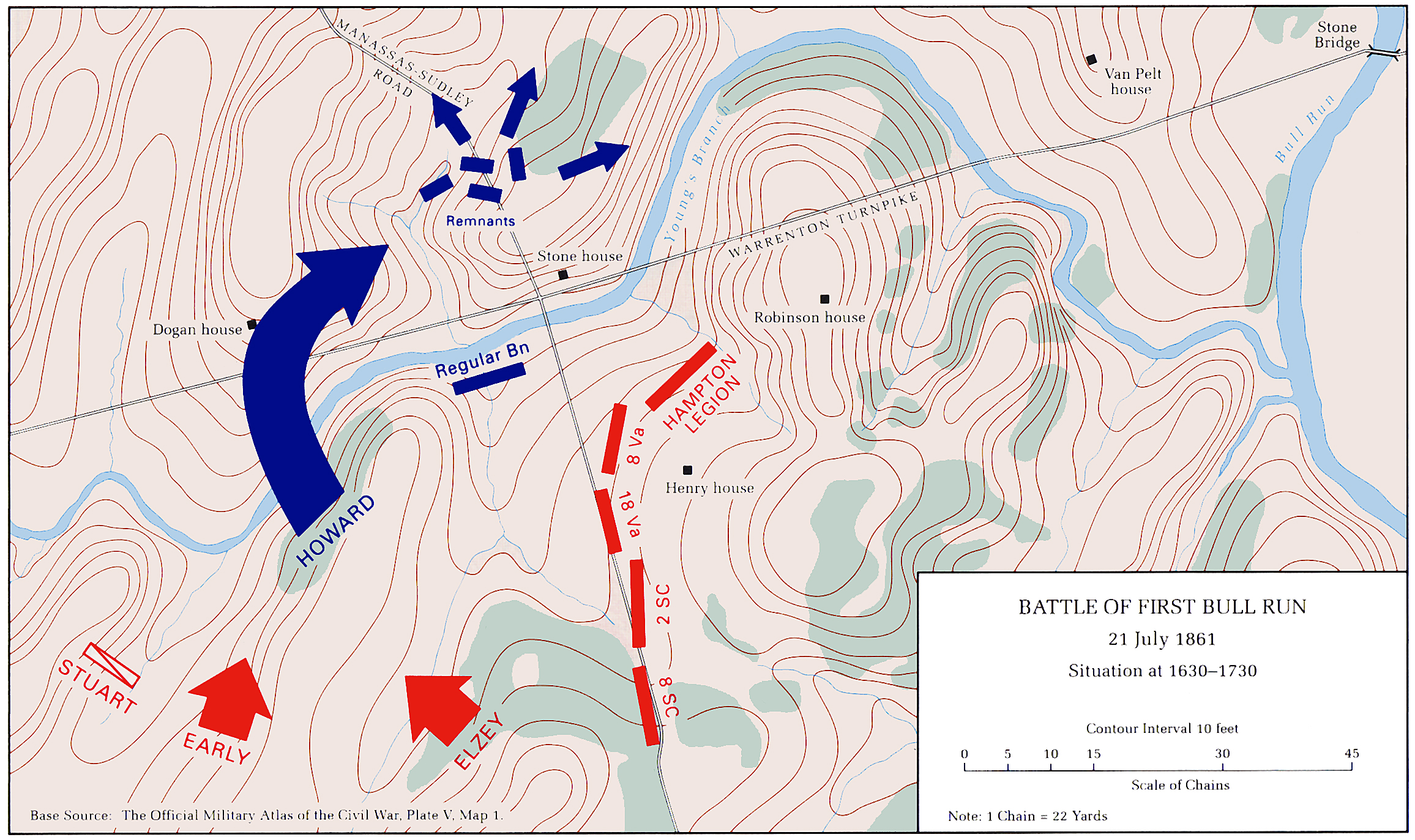
Отступление Ховарда

Заметив отступление противника, Элзи повёл бригаду в атаку вверх по склону холма. Поднявшись на вершину, южане нагнали бригаду Ховарда, который как раз пытался навести порядок в полках. Огонь бригады Элзи окончательно расстроил бригаду Ховарда, и она начала хаотичное отступление. Многие федеральные части в этот день переживали дезорганизацию и отступление, но именно в бригаде Ховарда впервые началась настоящая паника. Её отход открыл фланг батальона Сайкса, который также был вынужден отходить. Отступление последних боеспособных частей инициировало общий беспорядочный отход всей федеральной армии. Рядовой бригады Элзи потом вспоминал, что, поднявшись на холм Чинн-Ридж, южане не заметили никаких организованных частей, а только густые толпы бегущих.
Генерал Борегар прибыл с холма Генри на Чинн-Ридж под громкие приветствия всей армии Юга. «Слава Элзи, — объявил он, — Блюхеру этого дня!»

### Бегство федеральной армии
Вся федеральная армия теперь отступала к переправам через Булл-Ран. У Борегара была возможность организовать преследование, в его распоряжении была бригада Элзи, батарея Бэкхэма, кавалерийский батальон Стюарта и бригада Эрли. Также подошёл 19-й Вирджинский пехотный полк. Всего Борегар мог собрать примерно 7000 человек, готовых к бою. Однако противник отступал слишком быстро, и Борегару пришлось действовать без всякого продуманного плана: он отправил в погоню 28-й Вирджинский полк, который поднялся на холм Мэтьюз, но обнаружил, что холм уже пуст. Следом на холм Мэтьюз поднялась бригада Эрли, но и она не смогла никого догнать. Северяне разбегались в разные стороны, и невозможно было понять, где основной путь отступления. Эрли привёл бригаду к броду Поплар-Форд, где и остановился. В распоряжении Борегара был также кавалерийский отряд Стюарта — около 150 человек. Он начал преследование и сразу столкнулся с регулярами Сайкса, которые для отражения кавалерийской атаки построились в каре — это стало фактически единственным случаем применения такого построения в ту войну. Стюарт не решился атаковать каре и занялся остальными бегущими, преследуя их в направлении брода Садли-Форд.

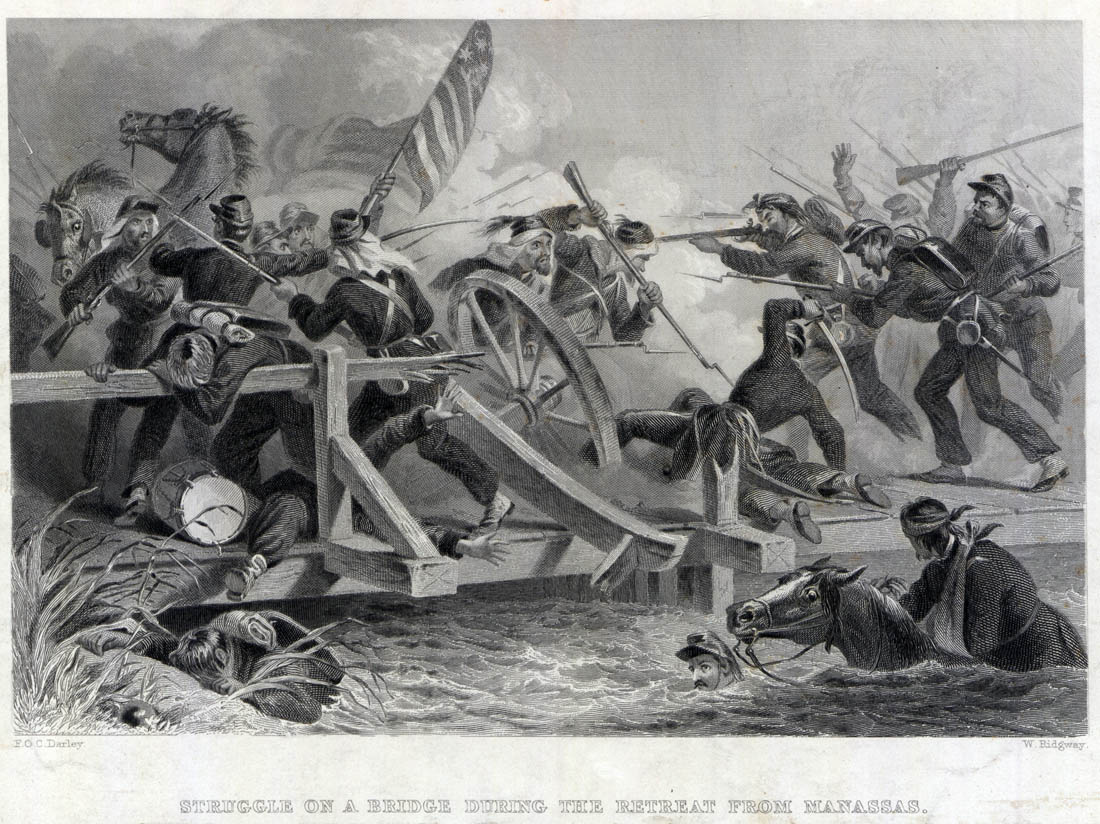
Драка за мост во время отступления от Манассаса

Федеральные подразделения отступали по тем же дорогам, по которым утром шли в наступление, только быстрее. И снова проблема возникла там же, где и утром: у моста через Каб-Ран. Однако если утром марш был организованным, то теперь толпы были неуправляемы. У Борегара появился шанс уничтожить противника, воспользовавшись его задержкой у моста. Он отправил вперёд три полка: первым шёл 18-й Вирджинский, но он заметил тяжёлое орудие за Каменным мостом и решил переправиться восточнее — у Льюис-Форд. Джозеф Кершоу повёл два свои полка (2-й и 8-й Южнокаролинские) прямо через Каменный мост, однако, заметив крупные силы противника впереди, остановился и запросил у Борегара указаний. Пока он ждал ответа Борегара, два кавалерийских подразделения (Ратфорда и Манфорда) перешли реку у Льюис-Форд и атаковали отступающих на Уоррентонской дороге. Однако кавалерия вскоре столкнулась с крупными пехотными частями и отступила. В ходе этой атаки были захвачены знамя 69-го Нью-Йоркского полка и его полковник, Майкл Коркоран.
Вскоре после отхода кавалерии Кершоу получил приказ продолжить наступление. Двигаясь по шоссе, он вскоре увидел то место, где к потокам отступающих по Уоррентонской дороги присоединялся поток бегущих от брода Садли-Форд, образуя пробку, которую историк Хеннесси называл невиданной в американской истории вплоть до сего дня. Кершоу приказал капитану Кемперу развернуть орудия и открыть огонь по противнику у моста с дистанции в 1000 метров. Первый же снаряд разорвался над мостом, напугав лошадей, которые опрокинули две повозки, полностью перегородив мост. Это заставило отступающих бежать прямо через реку. Однако этот путь был недоступен для колёсного транспорта. Кемпер сделал всего около двенадцати выстрелов, нанеся урон в основном 2-му Нью-Гемпширскому полку.
Паника у моста через Каб-Ран длилась около получаса. К 18:30 почти все отступающие ушли за мост. Одним из последних отступал лейтенант Питер Хейнс со своим 30-фунтовым «Парротом». Тяжёлое орудие застряло в зарослях, и он вынужден был его бросить. «Паррот» в итоге попал в руки южан и стал самым значительным трофеем того дня. Всего около моста было брошено 16 орудий.
На закате в штаб Борегара пришло донесение о том, что противник угрожает правому флангу армии. Донесение впоследствии оказалось ложным, но Борегар приказал прекратить преследование и отступить назад за Булл-Ран.
Свидетелями бегства армии оказались и многочисленные гражданские лица, прибывшие в это воскресение из Вашингтона, чтобы понаблюдать за ходом сражения. Среди них были политики и журналисты, в их числе Элияху Уошберн, сенаторы Генри Уилсон и Бенджамин Уэйд и другие. Особенностью этого отступления, по словам Хеннесси, стало то, что самые влиятельные люди страны стали не только свидетелями катастрофы, но и её непосредственными участниками. Их публичные выступления и публикации впоследствии сильно повлияли на общественное мнение. Пережитый ими опыт породил подозрительное отношение к армейскому командованию в среде вашингтонской администрации, требование контроля над армией и, в частности, привёл к созданию «Комитета по управлению войной», председателем которого стал Бенджамин Уэйд.

## Последствия
Президент Конфедерации Джефферсон Дэвис лично прибыл на поле боя, застав самый конец сражения. Он предложил немедленно организовать преследование, но и Джонстон, и Борегар сочли это невыполнимым. Джонстон заявил, что южане более дезорганизованы победой, чем северяне поражением. Через несколько недель в прессе начался спор о том, по чьей вине не было организовано преследование и почему не был взят Вашингтон. Джонстон и Борегар присоединились к этому спору, обвиняя друг друга в срыве наступления. Джеймс Макферсон писал, что 21 июля перспективы захвата Вашингтона были не более чем иллюзией, и все командиры осознавали это. У Макдауэлла имелись в Сентервилле свежие резервы, а на следующее же утро сильные дожди сделали дороги непроходимыми, хотя неудовлетворительная логистика конфедератов не дала бы осуществить преследование даже при хорошей погоде. На складах Манассаса в те дни вообще не было продовольствия для армии.
Когда генерал Макдауэлл прибыл в Сентервилл, он приказал генералу Диксону Майлзу занять оборону, чтобы дать время отступающей армии отойти за Сентервилл. После этого он отправился в Фэрфакс, откуда отправил одному из офицеров описание ситуации. Он писал, что солдаты бросили ранцы с запасами продовольствия на поле боя и в результате теперь у них нет еды. Сами они не ели ничего после утреннего завтрака. Боеприпасы для артиллерии тоже закончились. Армия представляет собой в основном неорганизованную, деморализованную толпу. Командиры, писал он, едины во мнении, что удержаться на южной стороне Потомака невозможно. Он, однако, надеялся, что армия сможет занять позицию около Фэрфакса.

### Потери
В сражении при Манассасе, согласно подсчётам «Энциклопедии медицины Гражданской войны», южане потеряли 387 человек убитыми, 1582 ранеными и 13 пропавшими без вести. Федеральная армия потеряла 418—460 человек убитыми, 1011—1124 человека ранеными и 1216—1260 человек пленными. Официальные рапорты не позволяют более точно оценить потери, поэтому итоговые цифры разнятся в различных источниках. Виргинская энциклопедия даёт почти те же цифры — потери Севера: 460 убито, 1124 ранено, 1312 взято в плен; потери Юга: 387 убито, 1582 ранено, 13 пропало без вести.
Никто не был готов к таким потерям и надлежащему уходу за ранеными. В федеральной армии предполагалось, что каждый полк сам займётся своими ранеными. Однако у полков часто не было для этого средств: например, 1-й Коннектикутский полк насчитывал 600—700 человек и всего одну санитарную повозку и две санитарные палатки. Многие санитарные повозки покинули поле боя ещё в ходе сражения, поэтому вывезти раненых часто было не на чем. Некоторые пролежали на поле целую неделю после сражения.
Сражение показало серьёзные недостатки в санитарном обеспечении армий. Стала очевидна необходимость серьёзной организованной структуры, которая бы занималась ранеными. Главный медик федеральной армии Уильям Кинг был уволен, и его место занял Чарльз Триплер. Он остался на этой должности до июля 1862 года, хотя и не смог устранить все недостатки армейской медицинской системы.

### Спор Юэлла с Борегаром
24 июля 1861 года генерал Ричард Юэлл составил свой официальный рапорт. На следующий день он узнал, что генерал Борегар недоволен тем, что он не выполнил приказ о наступлении на Сентервилл. Возмущённый Юэлл написал Борегару письмо, где подробно описал все свои действия в ходе боя и перечислил все полученные приказы, и предложил Борегару предоставить копию приказа о наступлении и назвать курьера, который его доставлял. Оказалось, что у Борегара нет копии того приказа, и он даже не помнит курьера. Ему пришлось уступить, и он написал Юэллу, что никоим образом не винит его в неудаче и отразит это в рапорте. И всё же рапорт Борегара породил в обществе недобрые слухи о Юэлле вплоть до обвинений в измене. Сложилось мнение, что именно из-за Юэлла сорвалось запланированное наступление и был упущен шанс разбить федеральную армию. Дискуссии по этому вопросу вспыхнули снова в 1884 году и бурно обсуждались в прессе до 1891 года.

### Причины неудачи федеральной армии
С первых же дней после сражения начались споры о причинах неудачи федеральной армии. Такими причинами виделись плохая подготовка офицеров, некачественная пища или боевые качества рядовых. Генерал Макдауэлл утверждал, что ошибочным было само решение отправлять в бой необученные войска. Современные историки всё же полагают, что у федеральной армии были все условия для того, чтобы выиграть сражение. Выделяется несколько основных причин поражения: первой и самой очевидной считается неспособность генерала Паттерсона удержать армию Джонстона в долине Шенандоа. Несмотря на тройное численное превосходство, Паттерсон упустил Джонстона, позволил тому присоединиться к Борегару и тем лишил Макдауэлла численного преимущества. Ещё важнее то, что присоединение Джонстона дало Борегару мобильный резерв, который он смог перебросить на опасный участок, не обнажая остальные части фронта. Именно на армию Джонстона пришлась основная нагрузка в день сражения: она потеряла 1343 человека убитыми и ранеными, в то время как бригады Борегара — только 614 человек.
Паттерсон дал Джонстону возможность уйти, а Макдауэлл дал ему время на присоединение к Борегару. Макдауэлл потратил два дня на рекогносцировку, которая также была проведена плохо. В ней не задействовали кавалерию, не провели разведку боем, даже не картографировали дороги. Фактически за два дня разведки федеральная армия не узнала ничего нового о местности и противнике.
Третьей причиной стал плохо подготовленный утренний марш 21 июля. У федерального командования было два дня на то, чтобы изучить и исправить мост через Каб-Ран, но этого сделано не было. Главной же ошибкой было то, что Макдауэлл отправил первой дивизию Тайлера. Если бы первыми шли дивизии Хантера и Хейнцельмана, они вышли бы к переправам на пару часов раньше и их шансы на успех существенно возросли бы. Ещё одним важным фактором неудачи стала двухчасовая пауза в сражении — между захватом холма Мэтьюз и началом наступления на холм Генри. Если бы Макдауэлл сразу двинулся на холм Генри, он бы легко занял его и полностью изменил бы ход сражения. Однако его задержка дала время прийти полку Хэмптона, а затем бригаде Джексона. Причины такого поведения Макдауэлла кроются в необычности самого сражения: оно было первым в ту войну, и никто не мог знать, на что должна быть похожа победа. Макдауэлл полагал, что сражение можно выиграть одним лишь маневрированием, а успех сражения за холм Мэтьюз в тот момент многие приняли за окончательную победу Макдауэлла.
К началу боёв за холм Генри у Макдауэлла было тройное численное превосходство. Холм штурмовали 15 федеральных полков, но только один раз в атаке участвовало более двух. Всё остальное время полки ходили в атаку поодиночке. Это случилось потому, что Макдауэлл с самого начала недооценил силы противника на холме, но также и потому, что у Макдауэлла не хватило опыта управления армией. Его войска были сведены в бригады и дивизии, но ни разу бригада или дивизия не действовала как единое целое. Даже Уильям Шерман в тот день посылал свою бригаду в бой по частям. Подобная стратегия стала отличительной чертой этого сражения.

### Музеефикация

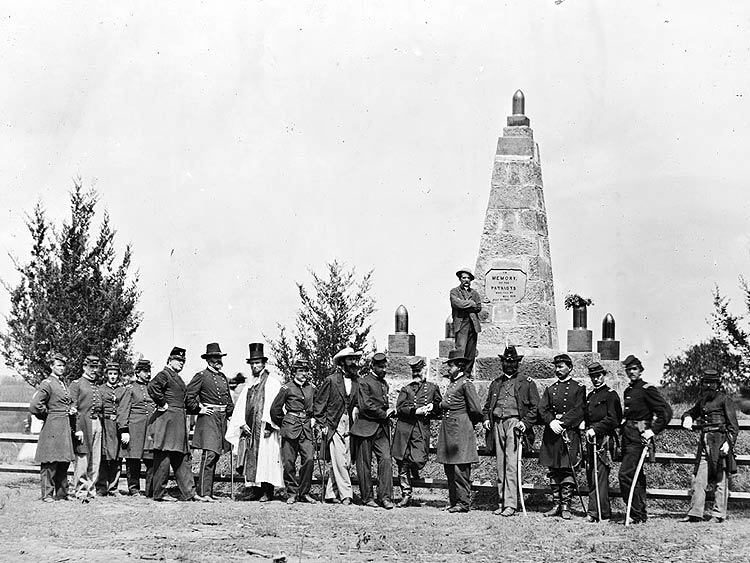
Открытие обелиска 1865 года

Уже в первые дни после сражения на поле боя стали отмечать места, где погибли те или иные известные люди. Уже через 6 недель после сражения рядовые бригады Бартоу установили в его честь мраморную колонну на холме Генри. После войны армейское командование построило на холме Генри гранитный обелиск, украшенный пятью 200-фунтовыми снарядами, — он был торжественно открыт 11 июня 1865 года. В 1906 году штат Нью-Йорк распорядился установить три гранитных монумента: в память 5-го Нью-Йоркского, 10-го Нью-Йоркского и 14-го Бруклинского полков. На церемонии открытия присутствовали ветераны с обеих сторон. Поле боя быстро стало популярным местом паломничества частных лиц. Хью Генри, владелец дома Генри, начал устраивать экскурсии по полю боя и одновременно собирать исторические артефакты и вскоре создал в своём доме частный музей сражения. В 1900 году он опубликовал сувенирный буклет. В 1918 году в его музее были зарегистрированы посетители из 31-го штата.

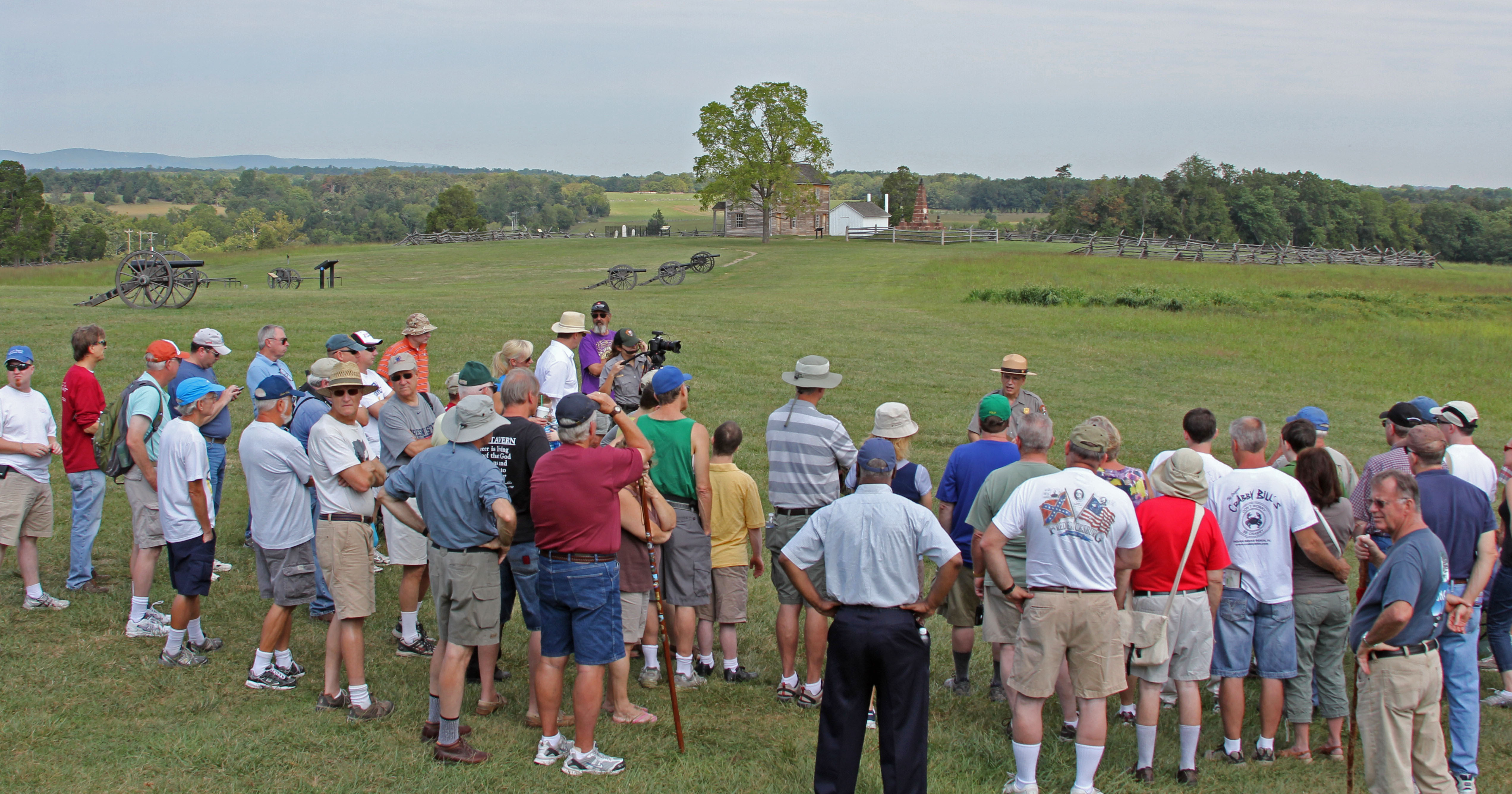
Экскурсия на холме Генри

Инициатива создания национального парка на месте сражения принадлежала Джону Карру Ронду, который служил в сигнальном корпусе федеральной армии, а после войны поселился в Манассасе и стал идеологом единения Севера и Юга. 21 июля 1911 года он организовал Манассасский национальный юбилей мира по случаю 50-летия сражения. На церемонии присутствовали губернатор Вирджинии и президент Тафт. С 1901 года Ронд добивался от Сената США средств на создание парка и почти добился успеха к 1913 году, но начало Первой мировой войны отвлекло правительство от этой задачи. Ронд умер в 1918 году.
В 1921 году потомки ветеранов-южан создали на холме Генри Парк Конфедерации, который усилиями администрации Рузвельта был превращён в охранную зону. 10 мая 1940 года появился Манассасский национальный парк. Историк Дон Джонсон писал, что, к большому сожалению, информационный центр парка был построен прямо на том месте, где во время боя за холм Генри стояла батарея Рикеттса, что мешает посетителям понять общую картину боя. Вся правая часть позиции Рикеттса теперь занята инфоцентром, а там, где был центр позиции, теперь находится парковка.